# جنگ
جنگ یک درگیری شدید مسلحانه میان دولت‌ها، حکومت‌ها، جوامع یا گروه‌های شبه‌نظامی مانند مزدورها، شورشگران و شبه‌نظامیان است. از آن‌جا که جنگ یک درگیری مسلحانهٔ واقعی، ارادی و گسترده بین جوامع سیاسی است می‌توان آن را نوعی خشونت سیاسی تلقی کرد. هنگامی که جنگ (و دیگر گونه‌های خشونت) در جریان نباشند وضعیت صلح و آشتی برقرار است.
در سال ۲۰۰۳ (۱۳۸۲) ریچارد ارت اسملی (برنده جایزه نوبل)، جنگ را به عنوان ششمین معضل (از میان ده معضل) که جوامع انسانی را تا پنجاه سال آینده تهدید می‌کنند، معرفی کرد. در سال ۱۸۳۲ (۱۲۱۱) ژنرال کارل فون کلاوزویتس، فرمانده و نظریه‌پرداز نظامی پروسی در رساله‌ای به نام «پیرامون جنگ» چنین تعریفی از جنگ ارائه داد: «جنگ عملی مبتنی بر زور است تا دشمنان را مجبور به انجام خواسته‌مان کنیم.»
برخی از پژوهشگران، جنگ را به عنوان یکی از مهم ترین عوامل تهدید کننده ی جوامع انسانی و  جزء جدایی‌ناپذیر فرهنگ انسانی معرفی کردند اما دیگران بر این باورند که جنگ تنها در شرایط اجتماعی فرهنگی یا زیست‌محیطی خاص گریزناپذیر است.
فناوری‌ها و پتانسیل‌های جنگ که با سرعت زیاد رشد می‌کنند را می‌توان به شکل یک زنجیره تاریخی نگاه کرد. در ابتدای این زنجیره جنگ‌های قبیله‌ای دوران پارینه‌سنگی قرار دارد. در آن جنگ‌ها سلاح غالب سنگ و چماق بود و در نتیجه تلفات جانی کمی به دنبال داشت. در سوی دیگر این زنجیره جنگ اتمی قرار دارد؛ جنگی که می‌تواند انقراض نسل بشر را به همراه داشته باشد.

## ریشه‌شناسی واژه

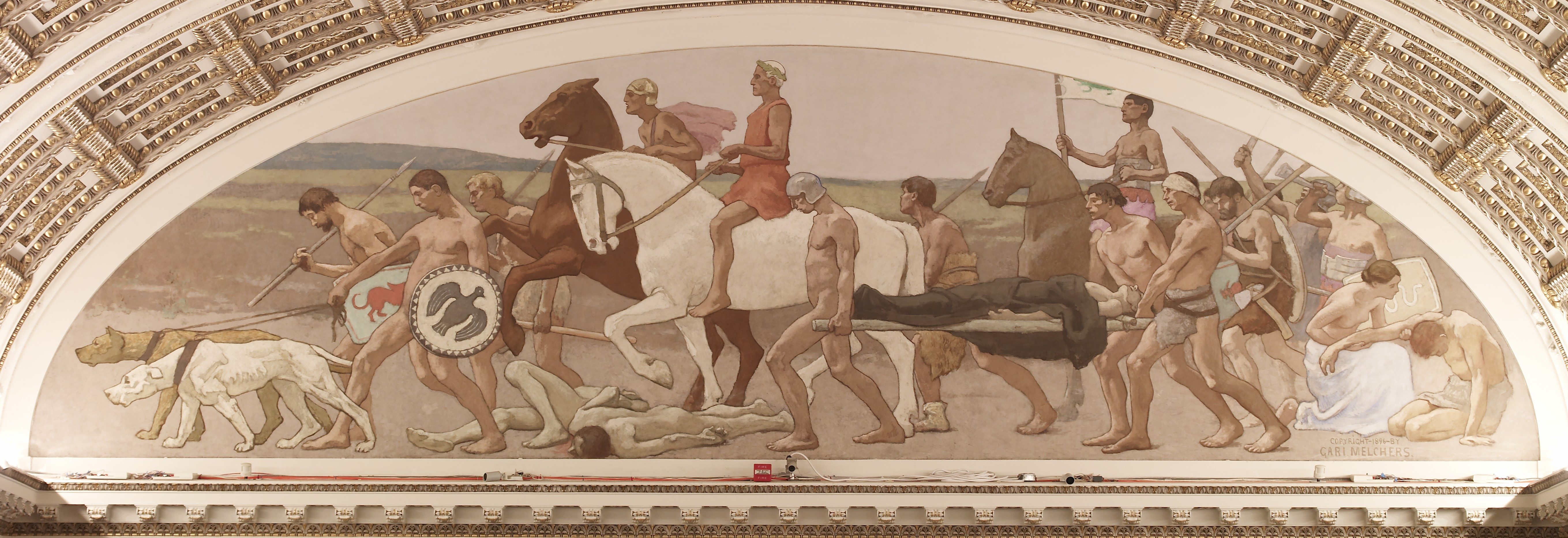
نقاشی دیواری جنگ ۱۸۹۶ (۱۲۷۵)، اثر گری ملچرز.

واژهٔ جنگ با همین کاربرد ریشه در زبان فارسی پهلوی دارد. زبان‌شناسان بر این باورند که این واژه از ریشهٔ هندواروپایی Ghengh «به معنای حرکت و پیشروی» گرفته شده است. همین ریشه در زبان‌های دیگر نیز نفوذ کرده و منجر به ایجاد واژه‌هایی چون gang (به معنی رفتن، سفر یا گروهی از افراد که با هم حرکت می‌کنند) در زبان آلمانی کهن شده است. در زبان انگلیسی هم واژه‌های gang و gangster از ریشهٔ آلمانی کهن وارد شده است. معادل واژهٔ جنگ در زبان انگلیسی واژهٔ War است که از نظر زبان‌شناسان ریشه در واژهٔ وارهارا (Varhara) در زبان فارسی کهن دارد.

## تاریخچه

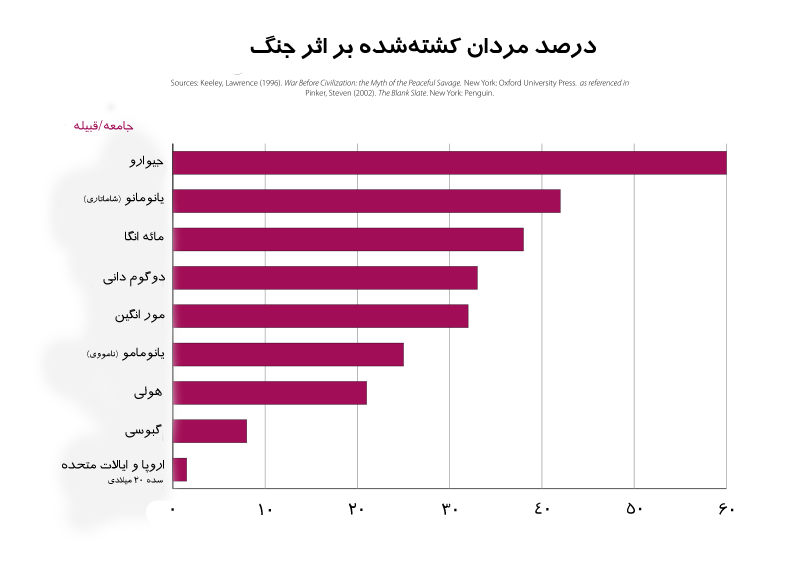
درصد افراد کشته‌شده در جنگ در هشت جامعهٔ قبیله‌ای و مقایسهٔ آن‌ها با اروپا و آمریکا در سده ۲۰ میلادی. (لارنس اچ. کیلی، باستان‌شناس)

از آغاز پیدایش دولت‌ها در حدود ۵۰۰۰ سال پیش، فعالیت‌های نظامی در بیشتر جهان بشری به وقوع پیوسته است. ورود باروت و سرعت گرفتن روند توسعهٔ فناوری‌های نظامی باعث ایجاد جنگاوری نوین شد. کانوی هندرسون در کتاب خود می‌نویسد: «یک منبع مدعی است که بین سال‌های ۳۵۰۰ پیش از میلاد تا اواخر سده ۲۰ میلادی حدوداً ۱۴۵۰۰ جنگ رخ داده و ۳/۵ میلیارد نفر بر اثر آن‌ها جان خود را از دست داده‌اند و فقط ۳۰۰ سال از تاریخ بشر در صلح به سر رفته است.»
لارنس کیلی استاد دانشگاه ایلینوی در کتاب جنگ پیش از تمدن می‌نویسد در حدود ۹۰ تا ۹۵٪ جوامع شناخته‌شده در طول تاریخ درگیر جنگ‌های گاه‌وبیگاه بوده‌اند و بسیاری دیگر به صورت دائم.
کیلی به توضیح بسیاری از گونه‌های جنگ‌های بدوی از قبیل تک‌های کم‌حجم، حجیم و کشتارها می‌پردازد. تمام این گونه‌های جنگ توسط جوامع ابتدایی انجام می‌شدند. جنگ‌هایی که پیش از طلوع تمدن رخ می‌دادند بیشتر شامل تک‌های کم‌حجم و سریع بودند. استفاده از کشتار را می‌توان با ذکر یک نمونه از قبیلهٔ دوگریب که در شمال آمریکا حضور داشتند بیان داشت. قبیلهٔ دوگریب توانست در نهایت قبیلهٔ زردچاقو را با کشتن ۴ مرد، ۱۳ زن و ۱۷ کودک (معادل ۲۰ درصد جمعیت قبیله) نابود کند. این حمله ضربهٔ زیانباری بود که جبران آن برای قبیلهٔ زردچاقو غیرممکن بود. کیلی در ادامه توضیح می‌دهد که تک‌های کم‌حجم به دلیل فقدان رهبری و نبود آموزش و تمرین، بدون سازماندهی صورت می‌گرفتند. این مسئله باعث می‌شد که تک‌ها، کوتاه، سریع و با تلفات کم انجام شوند. در عین حال ممکن بود همین تک‌ها خسارات زیادی بر درصدی از مردم وارد آورند. کمبود منابع هم باعث نقص استحکامات و سازه‌های دفاعی در جوامع ابتدایی پیش از پیدایش دولت‌ها می‌شد. حفاظتی که توسط پدافند ایجاد می‌شود قابل مقایسه با منابع باارزش و زحمتی که برای ساخت آن کشیده می‌شود نیست.
ویلیام روبین‌اشتاین می‌نویسد «بی‌رحمی تعمدانهٔ جوامع نانویسا، حتی آن‌ها که نسبتاً به شکل نوین سازماندهی شده بودند، زبانزد خاص و عام است … علم باستان‌شناسی باعث کشف مدارکی از کشتارهای دوران پیش‌تاریخی شده که هیچ قوم‌نگاری مشابه آن را ثبت نکرده است. نیمی از کسانی که اجسادشان در یک گورستان نوبیایی مربوط به ۱۲۰۰۰ سال پیش کشف شده به دلیل خشونت کشته شده‌اند. باستان‌شناسان در سایت کرو کریک (نهر کلاغ) ایالت داکوتای جنوبی آمریکا گور دسته‌جمعی را کشف کردند که در آن جسد ۵۰۰ مرد، زن و کودک به صورت سلاخی‌شده، مثله‌شده و بدون پوست سر پیدا شد. این افراد یک و نیم سده پیش از ورود کلمبوس (در حدود سال ۱۳۲۵ میلادی (۷۰۴ه‍.خ)) به قاره آمریکا در حمله‌ای که به روستایشان انجام شد کشته شدند.
تنها در اروپای باختری از اواخر سده ۱۸ میلادی بیش از ۱۵۰ درگیری و حدود ۶۰۰ نبرد صورت گرفته است.

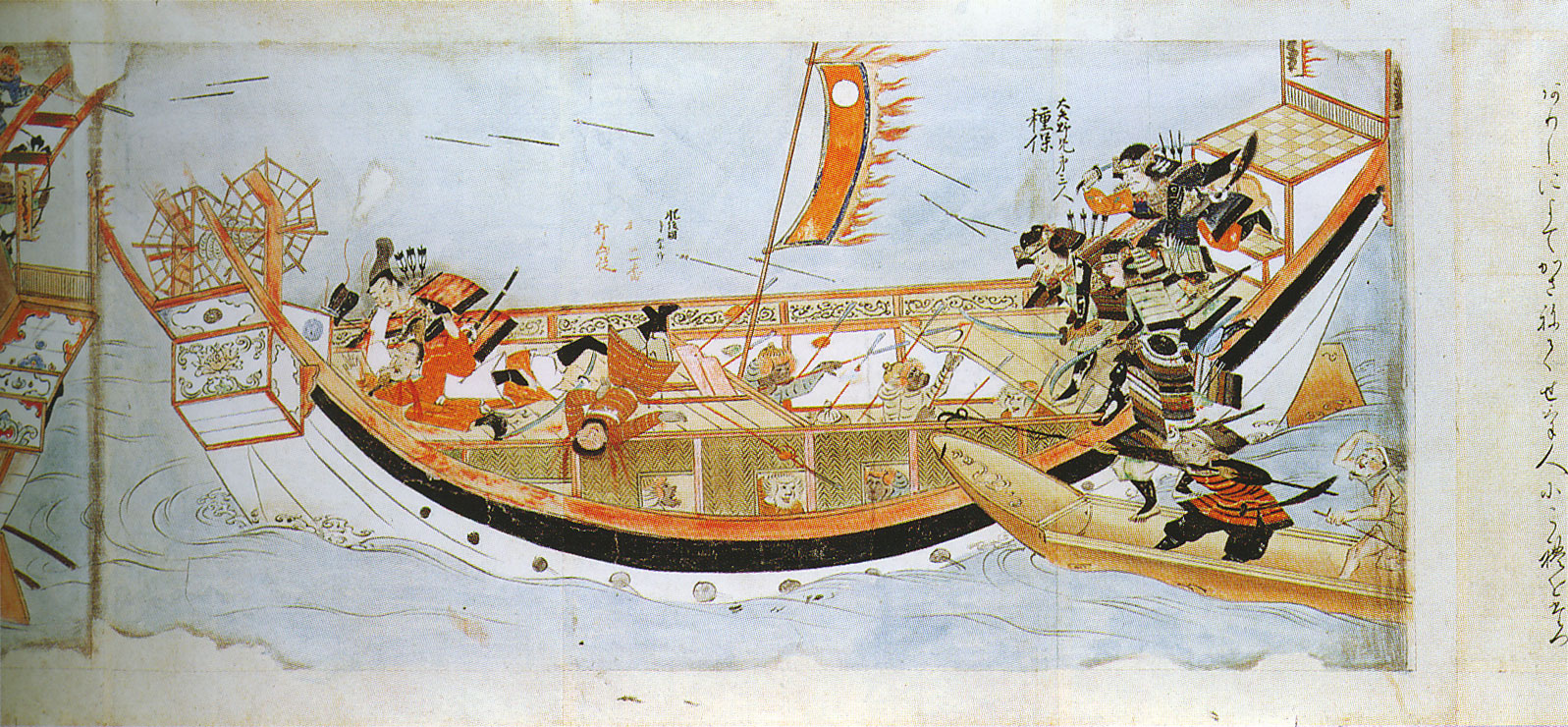
سامورایی‌های ژاپنی به یک کشتی مغولی حمله می‌کنند، سده ۱۳ میلادی

گزارش امنیت بشر سال ۲۰۰۵ نشان داد که پس از اتمام جنگ سرد در اوایل دهه ۱۹۹۰ کاهش چشم‌گیری در میزان و شدت درگیری‌های مسلحانه دیده می‌شود. با این حال مدرکی که در مطالعه‌ای به نام «صلح و درگیری» در سال ۲۰۰۸ توسط مرکز بین‌المللی مدیریت توسعه و درگیری بررسی شد نشان داد که این میزان ثابت مانده است.
پیشرفت‌های گستردهٔ اخیر در فناوری‌های مربوط به جنگ و در نتیجه افزایش قدرت نابودگری آن‌ها باعث گسترش نگرانی عمومی شده است. در نتیجه احتمال می‌رود وقوع جنگ جهانی سوم اتمی کم شود یا به‌طور کلی از بین برود. پس از فروکش کردن غبار هر دو جنگ جهانی تلاش‌های مردمی و هماهنگی شکل گرفت تا درک والاتری از عوامل پدیدآورندهٔ جنگ صورت بگیرد تا بتوان از وقوع آن جلوگیری کرد. این فعالیت‌ها خود را در شکل‌گیری جامعهٔ ملل نشان داد که بعدها جای خود را به سازمان ملل متحد داد.
پس از جنگ جهانی دوم بیشتر ملت‌ها به نشانهٔ دفاع از چنین مرامی به سازمان ملل متحد پیوستند. در طول همین دوران پس از جنگ بود که بسیاری از دولت‌های ملی با هدف بی‌اعتبار ساختن جنگ به عنوان یکی از وسایل قابل قبول و منطقی سیاست خارجی نام وزارتخانه‌های جنگ خود را به وزارتخانهٔ دفاع تغییر دادند.
آلبرت اینشتین در سال ۱۹۴۷ (۱۳۲۶) با در نظر گرفتن قدرت‌گیری روزافزون تسلیحات نوین و با نگرانی از عواقب استفاده احتمالی از بمب اتم که به تازگی توسعه یافته بود در بیانیه‌ای معروف اعلام کرد: «من نمی‌دانم در جنگ جهانی سوم چه تسلیحاتی استفاده خواهد شد اما تسلیحات جنگ جهانی چهارم سنگ و چوب خواهد بود.» خوشبختانه از آن جا که هزینه‌های پیش‌بینی‌شدهٔ جنگ جهانی سوم برای بسیاری از دولت‌ها غیرقابل تحمل است در سطح جهانی انگیزهٔ کمی برای آغاز چنین جنگی دیده می‌شود.
با تمام آنچه که گفته شد، پس از پایان جنگ جهانی دوم درگیری‌های غیر اتمی محدودی به وقوع پیوستند. جالب توجه است که برخی از افراد مشهور و سیاستمداران از وقوع یک جنگ جهانی دیگر دفاع کرده‌اند. مائو تسه‌تونگ رهبر سابق چین، اردوگاه سوسیالیست‌ها را ترغیب می‌کرد که از جنگ اتمی با ایالات متحده ترسی نداشته باشند زیرا حتی اگر «نیمی از بشریت بمیرند، نیم دیگر زنده خواهند ماند در حالی که امپریالیسم از روی زمین محو شده و تمام جهان سوسیالیست خواهد شد.»

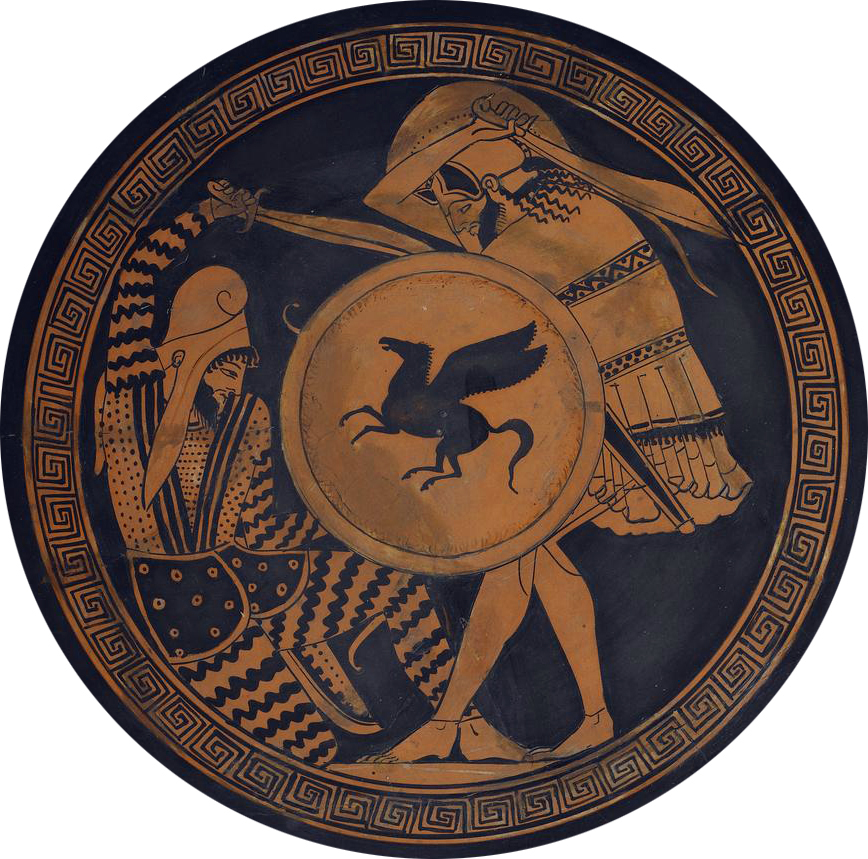
تصویر یک سرباز یونانی در حال جنگ با سرباز پارسی روی یک جام باستانی مربوط به سده ۵ پیش از میلاد
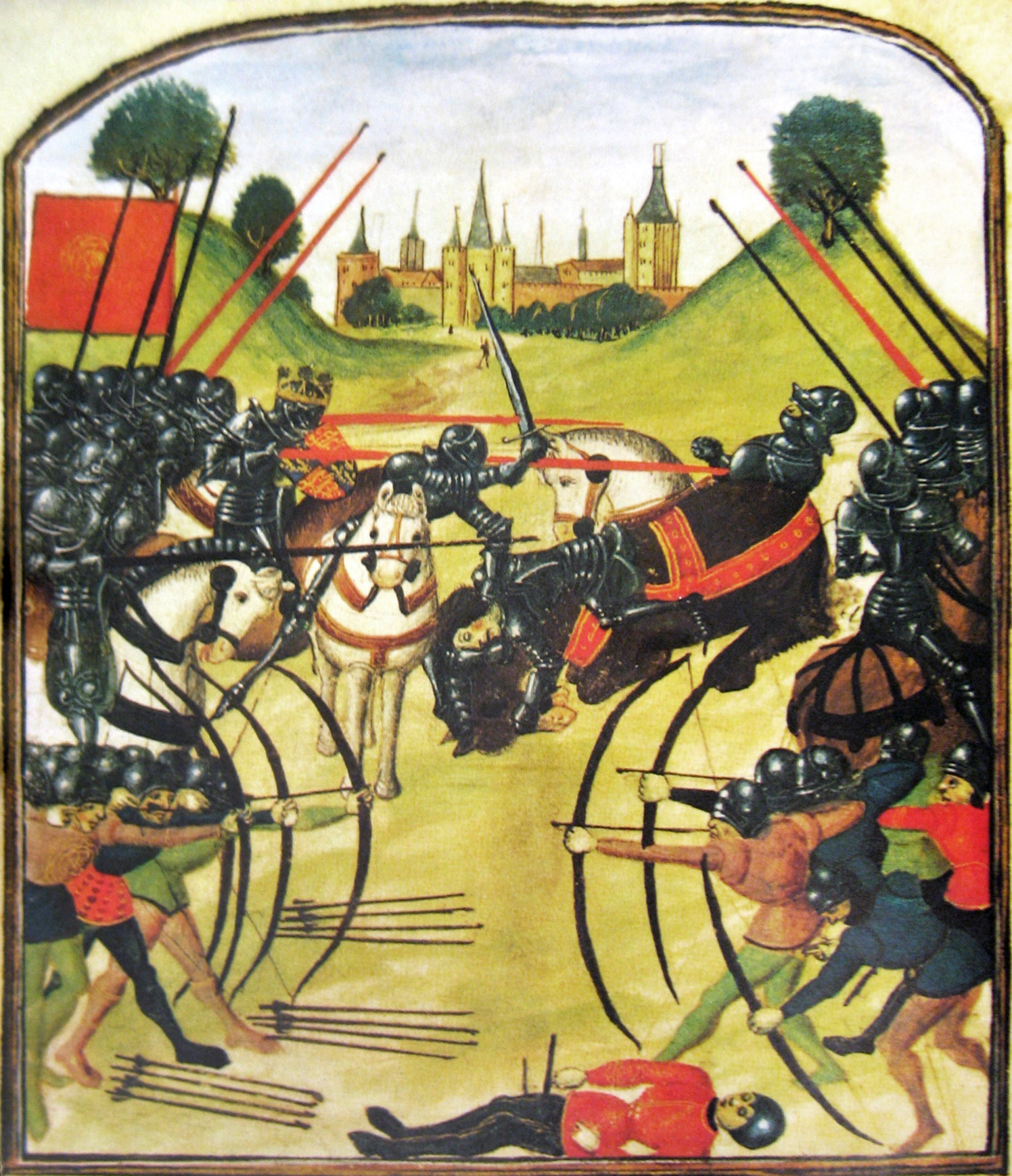
نبرد تاوکسبوری (۱۴۷۱ (میلادی)) (۸۵۰) در طول جنگ رزها در انگلستان
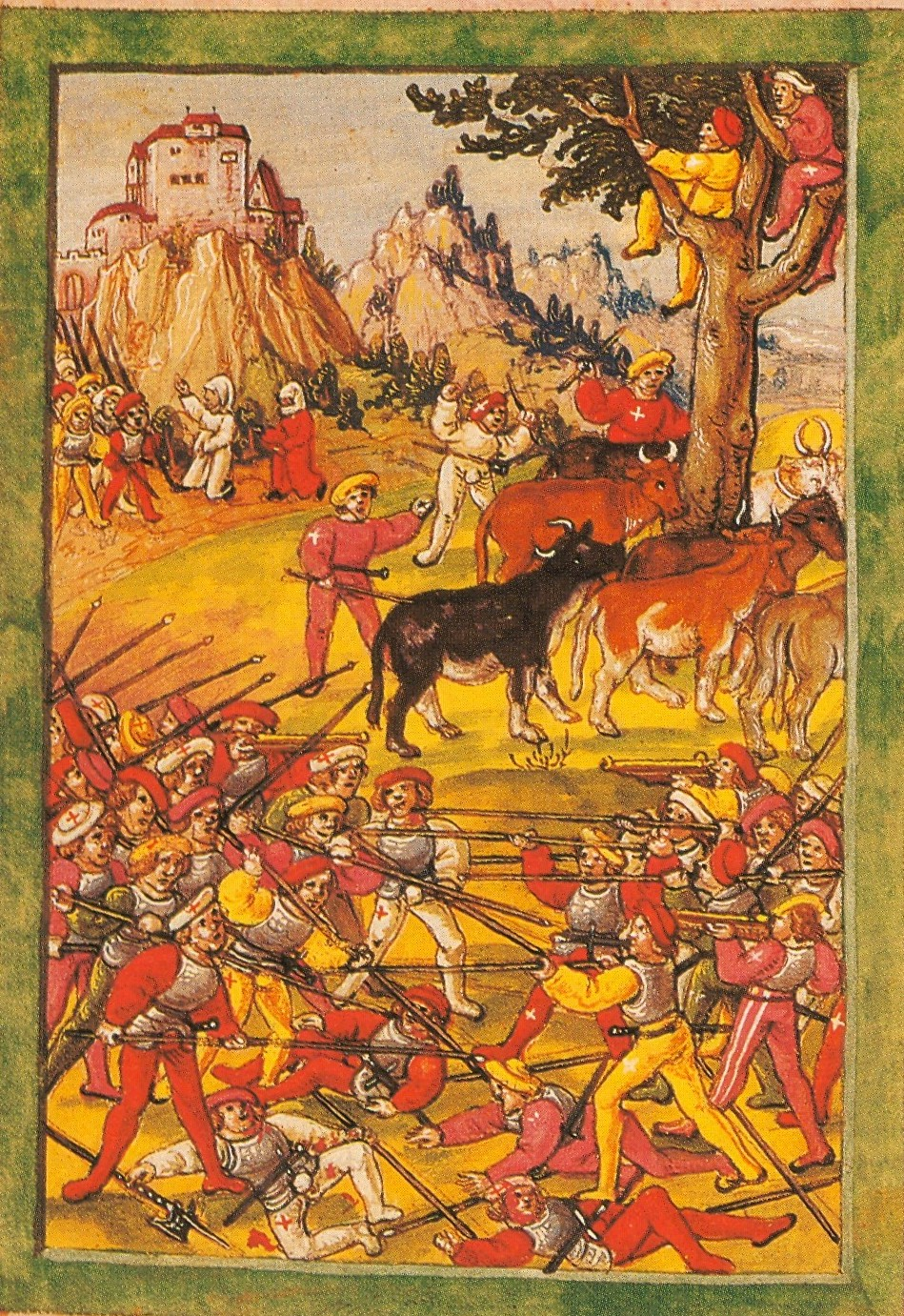
یک تک رمه‌دزدی در طول جنگ سوابی
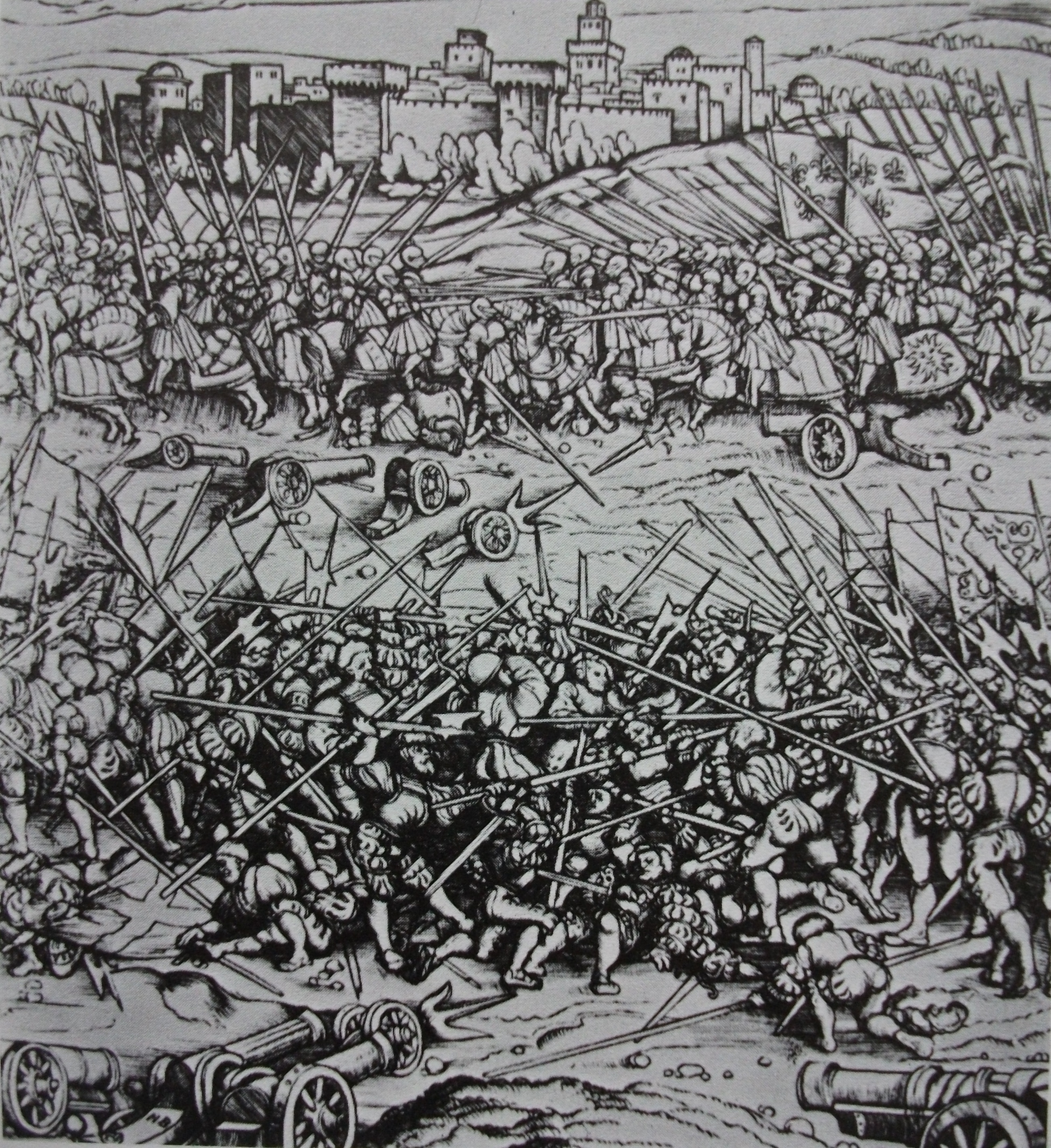
نبرد راونا که در آن فرانسوی‌ها، اسپانیولی‌ها را در عید پاک سال ۱۵۱۲ (میلادی) (۸۹۱) شکست دادند.
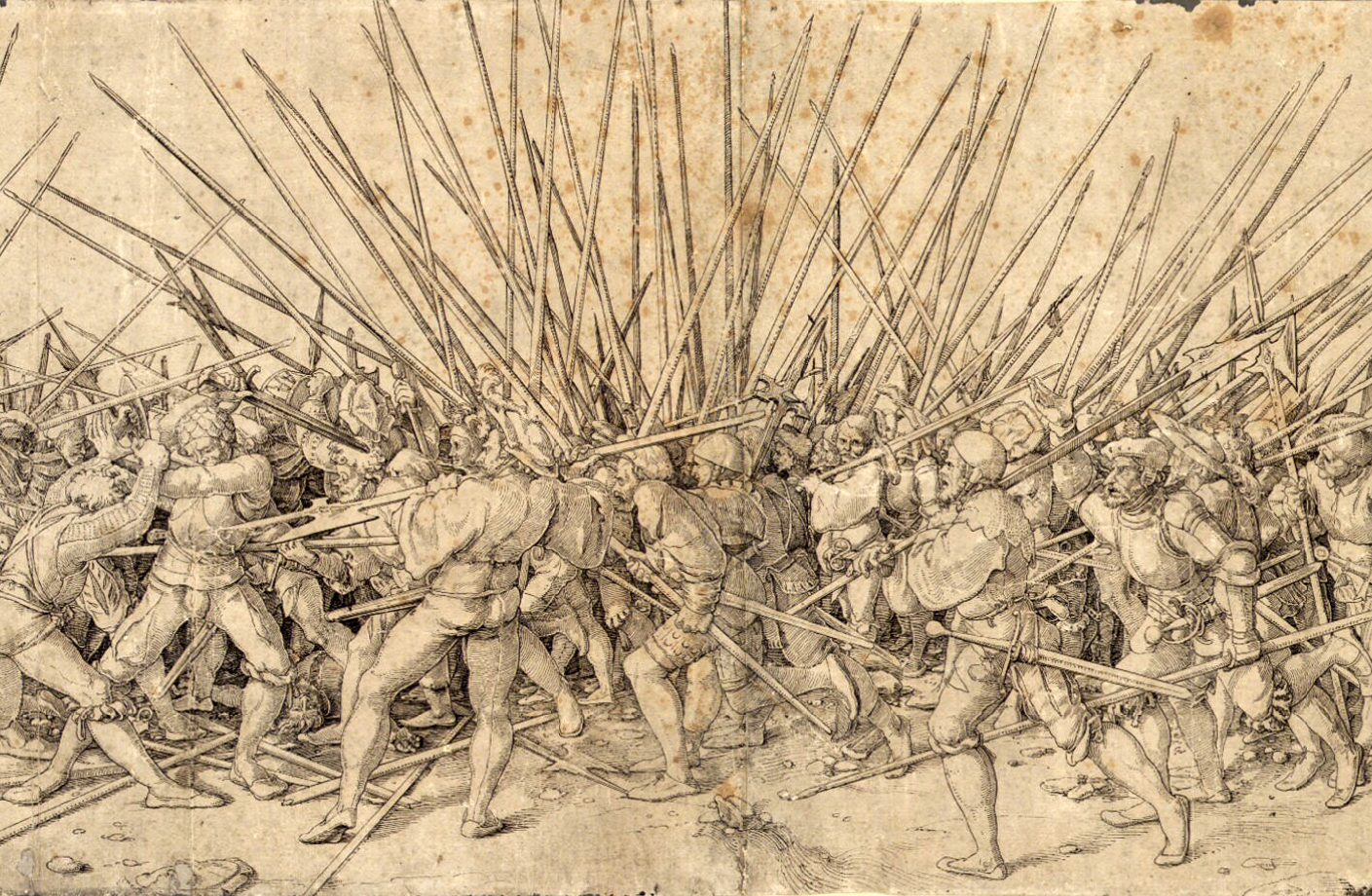
نبرد مزدوران سوئیسی و لاندسکنیشتهای نیزه‌دار در یک مورد دیگری «تقابل نیزه‌ها» در طول جنگ‌های ایتالیایی
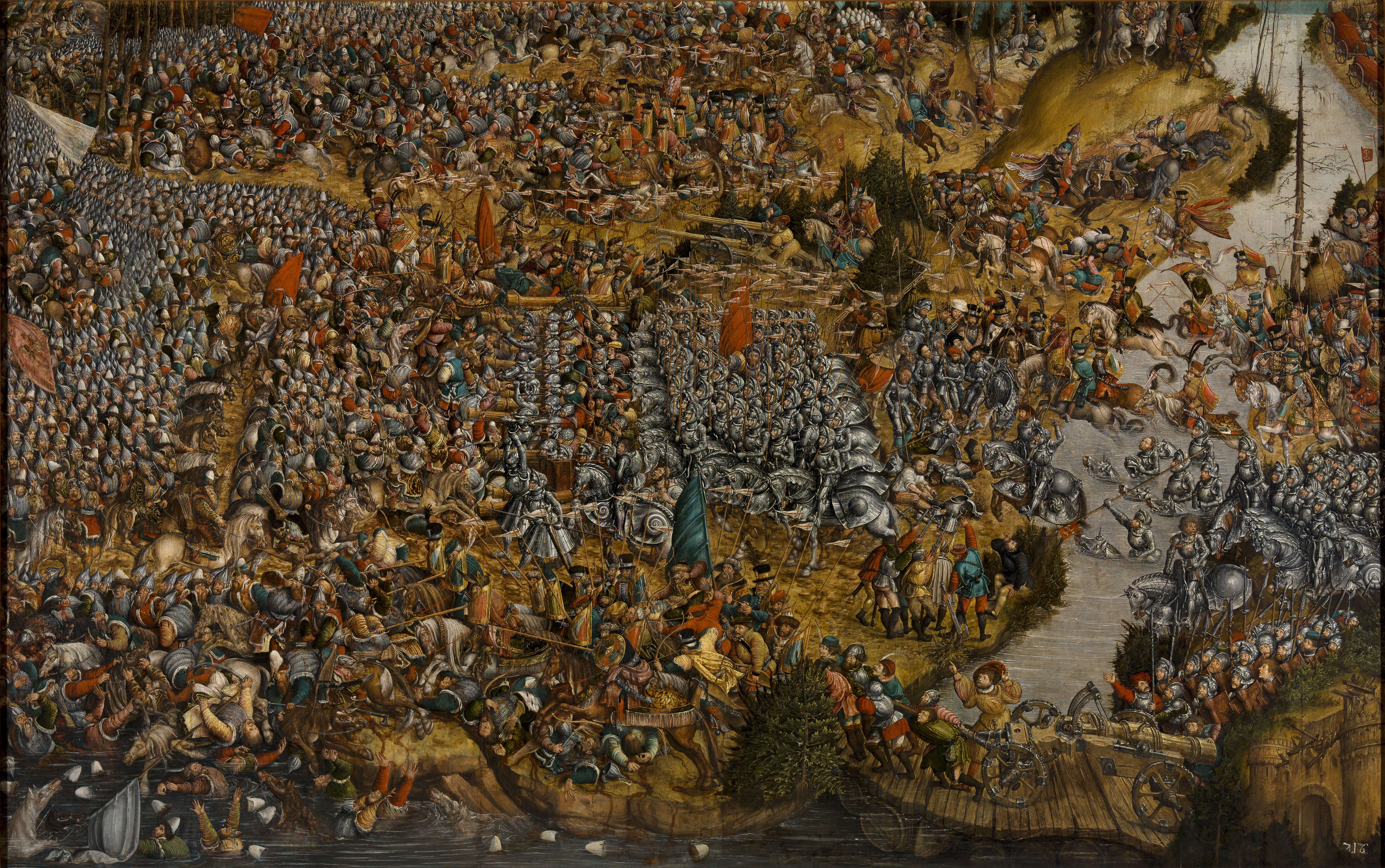
جنگ روسیه و لهستان، نبرد اورشا در سال ۱۵۱۴ (میلادی) (۸۹۳)
پیروزی دریایی اسپانیایی‌ها در نبرد لپانتو در سال ۱۵۷۱ (میلادی) (۹۵۰). آخرین نبردی که بیشتر بین کشتی‌های پارویی درگرفت.
نبرد کوهستان سفید، ۱۶۲۰ (میلادی) (۹۹۹)، یکی از نبردهای اولیهٔ جنگ سی‌ساله
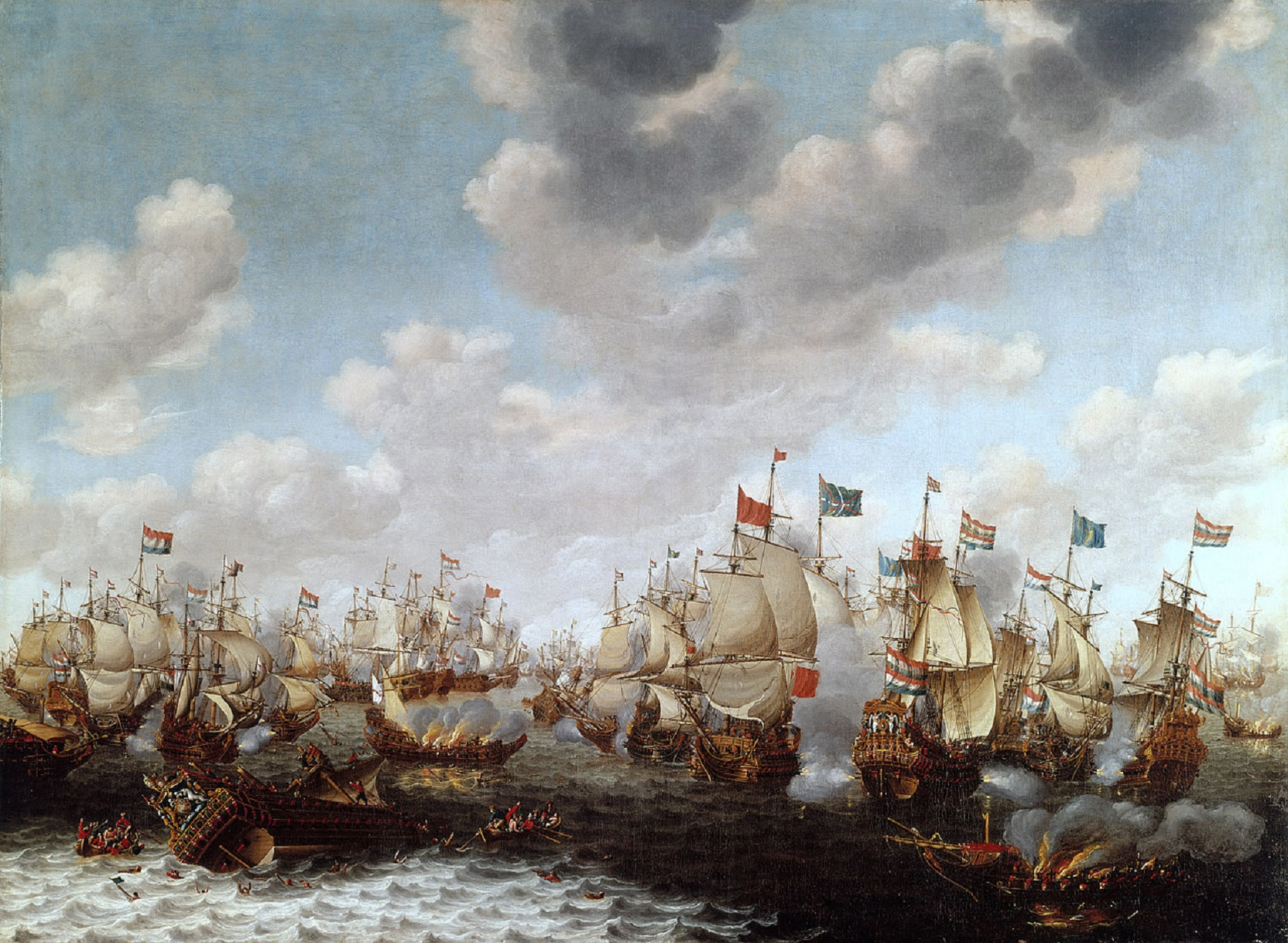
نبرد چهارروزه از اول تا چهارم ژوئن ۱۶۶۶ (میلادی)(برابر با ۱۱ تا ۱۴ خرداد ۱۰۴۵) در طول دومین جنگ انگلستان و هلند
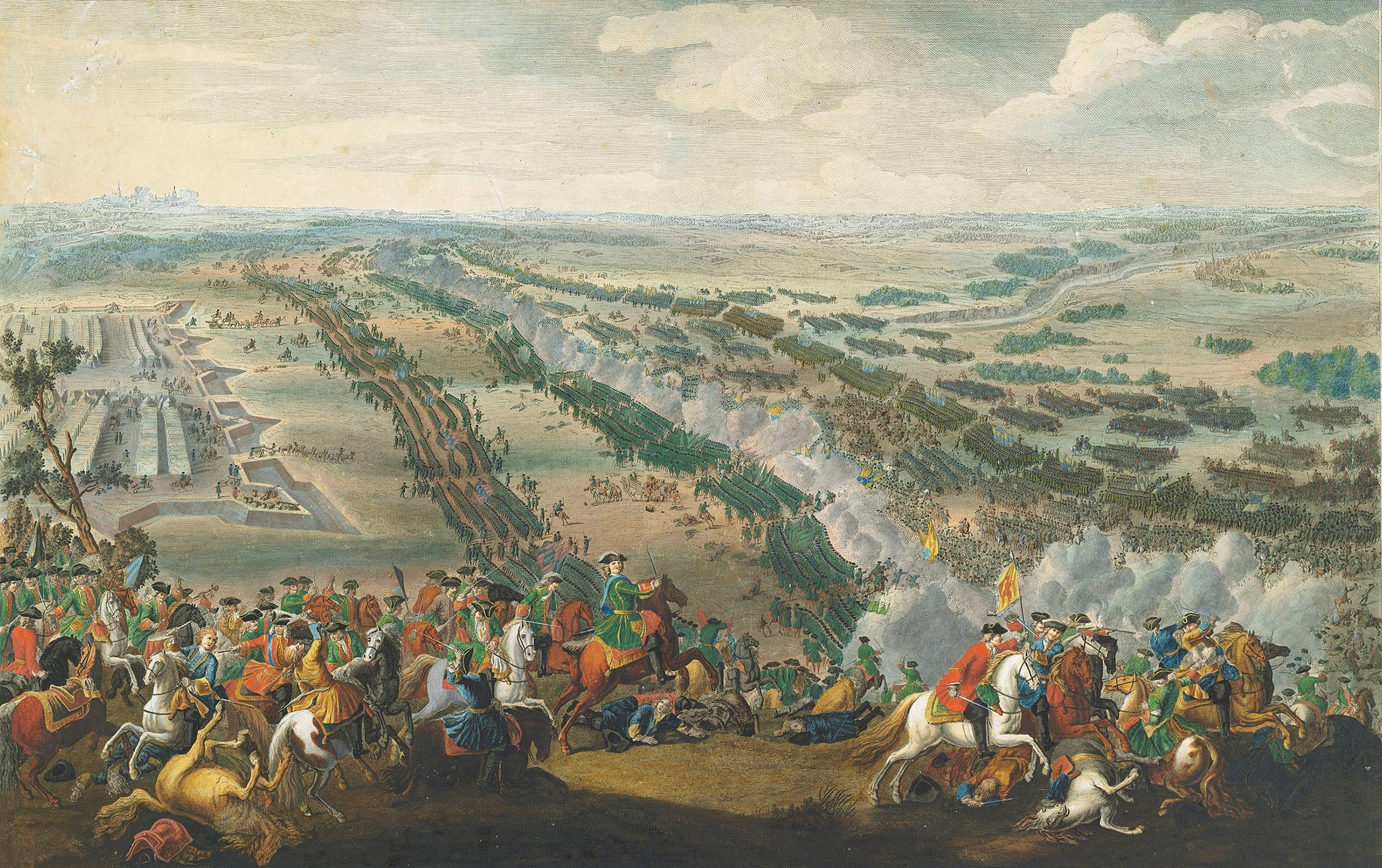
نبرد پلتاوا (۱۷۰۹) (۱۰۸۸)، نبردی تعیین‌کننده بین نیروهای روسی و سوئدی
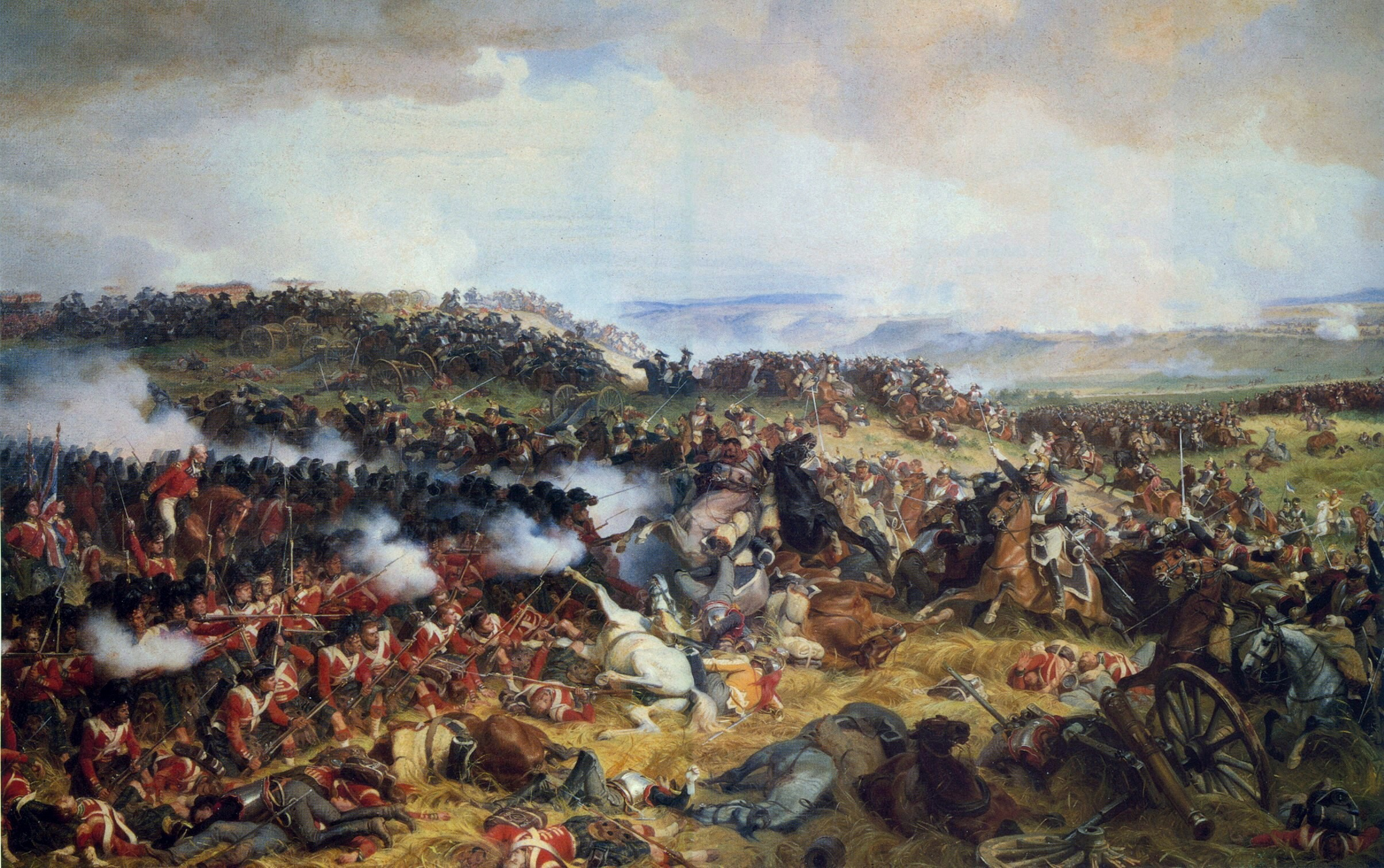
یورش نیروهای فرانسوی به یگان‌های انگلیسی در نبرد واترلو
هنگ بیستم تفنگداران پیاده انگلستان در نبرد اینکرمن، جنگ کریمه، سال ۱۸۵۴ (میلادی) (۱۲۳۳)
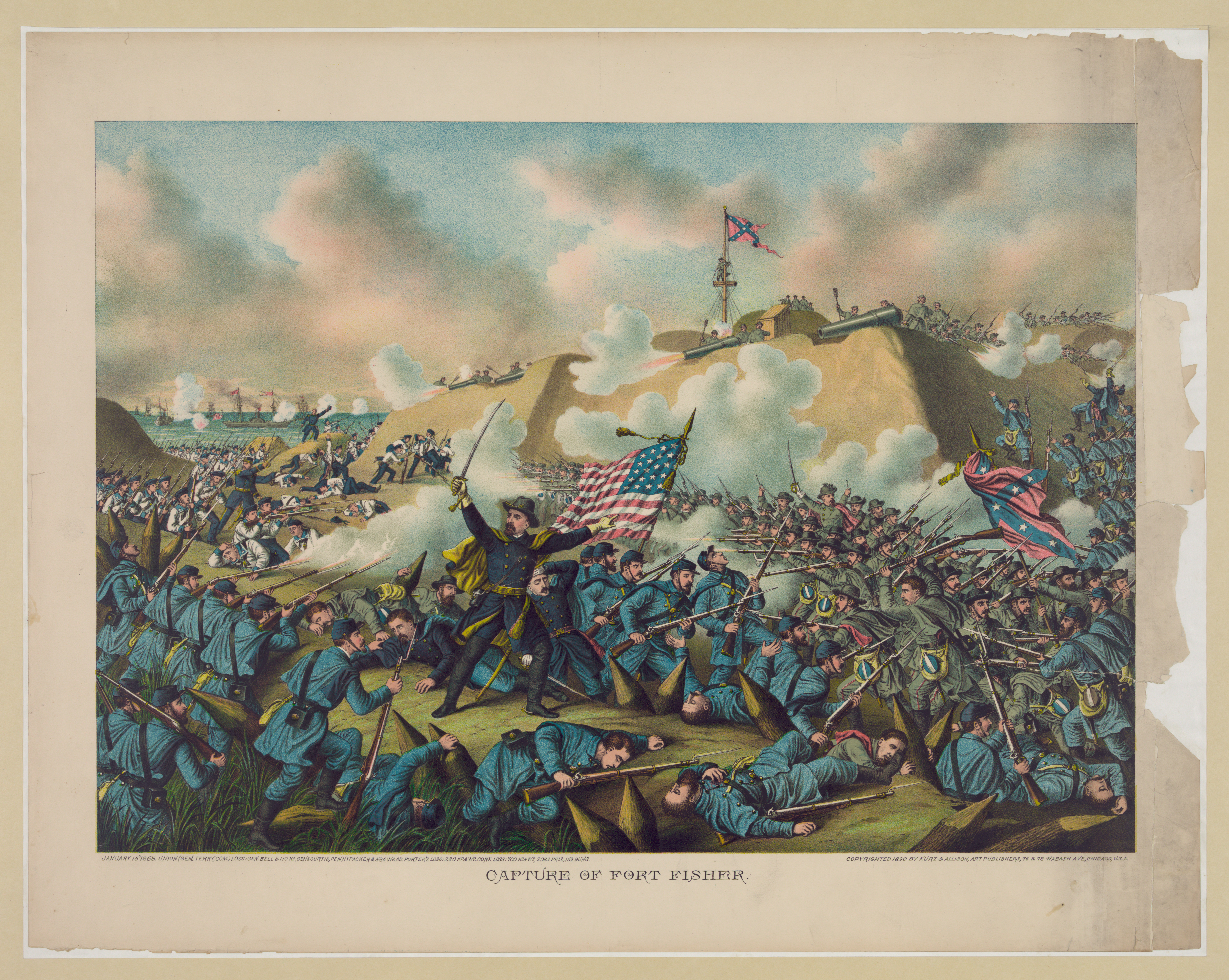
جنگ داخلی آمریکا، اتحادیهٔ ایالت‌های شمالی فورت فیشر را تصرف کردند، ۱۸۶۵ (میلادی) (۱۲۴۴)
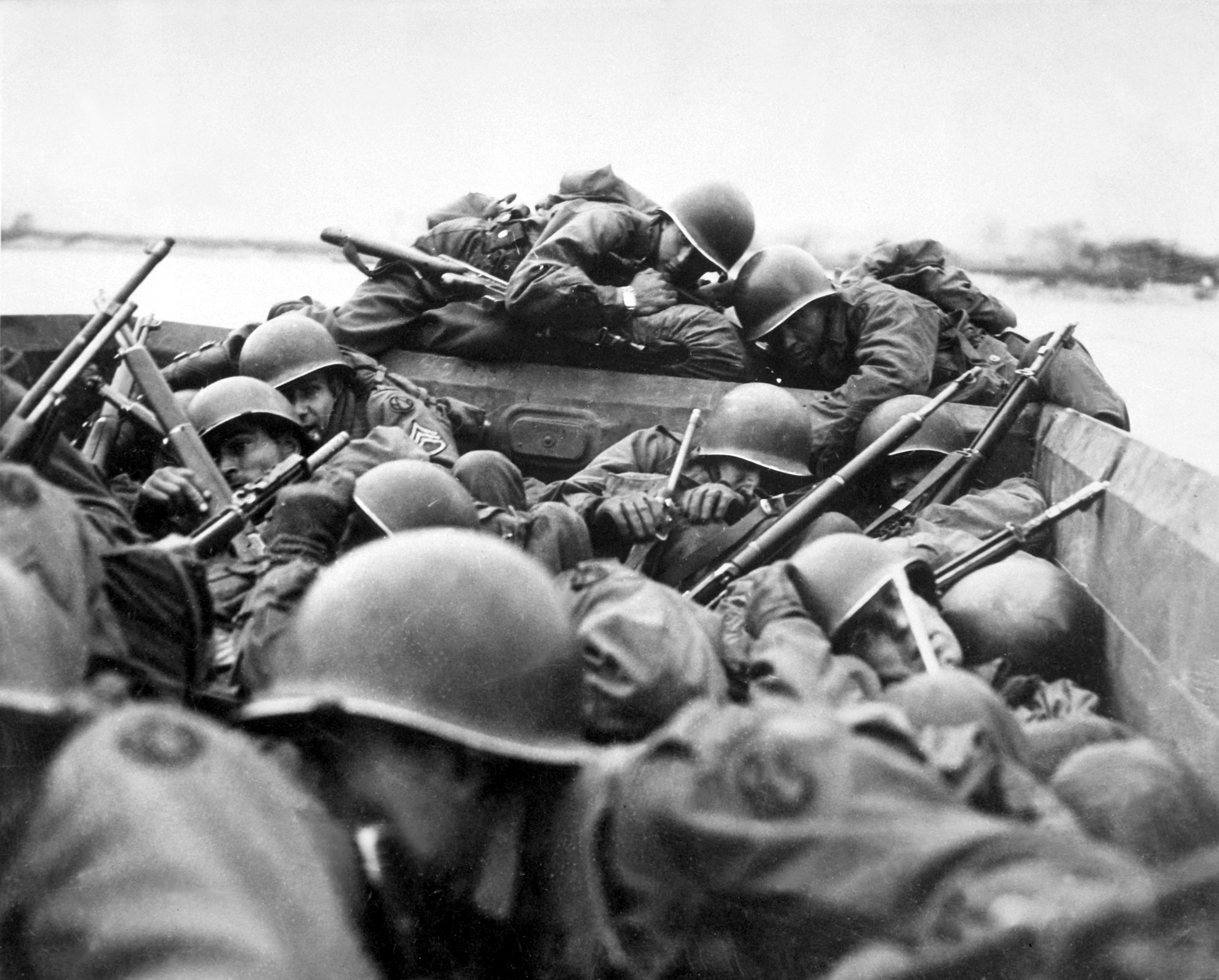
لشکر ۸۹ پیاده ارتش آمریکا سوار بر قایق‌های هجومی از رود راین می‌گذرند، ۱۹۴۵ (میلادی) (۱۳۲۴)

## برخی جنگ‌های تاریخ‌ساز
- جنگ‌های ایران و روم
- جنگ‌های ایران و روس
- فتوحات مسلمانان
- جنگهای صلیبی
- نبرد واترلو
- جنگ جهانی اول
- جنگ جهانی دوم
- جنگ فلسطین
- جنگ شش روزه
- جنگ کره
- جنگ ویتنام
- جنگ ایران و عراق
- جنگ خلیج فارس
- جنگ با تروریسم

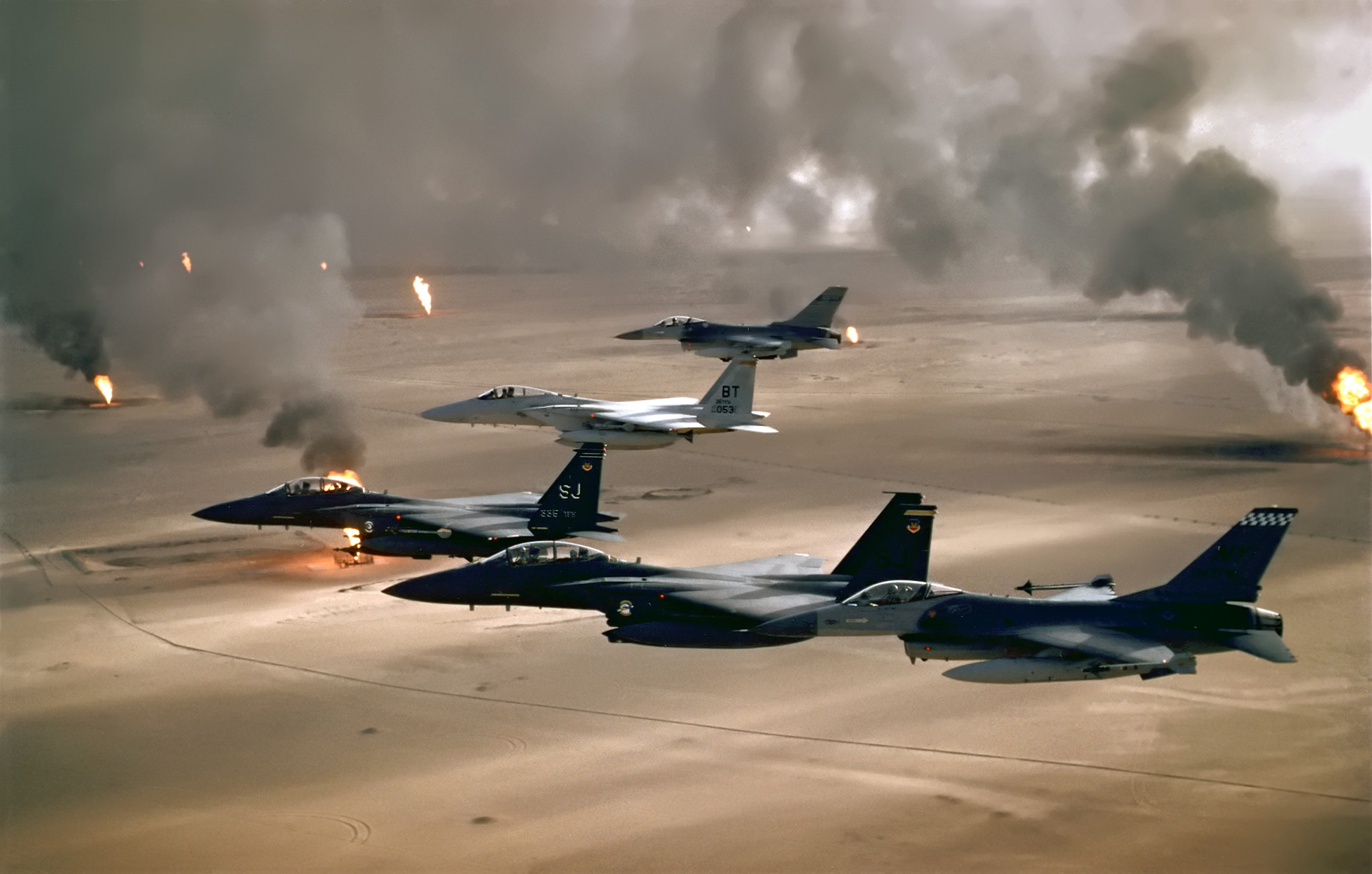
دو فروند هواپیمای اف-۱۶ فایتینگ فالکن و سه فروند اف-۱۵ ایگل نیروی هوایی ایالات متحده آمریکا در حال پرواز بر فراز چاه‌های نفتی کویت در جریان جنگ خلیج فارس.

- جنگ ۳۳ روزه اسرائیل و حزب‌الله لبنان
- جنگ روسیه و اوکراین

### طولانی‌ترین و کوتاه‌ترین

#### پیش از سده ۲۰
کوتاه‌ترین جنگ در تاریخ جهان بین انگلیس و زنگبار اتفاق افتاد که گفته می‌شود بین ۳۸ تا ۴۵ دقیقه بیشتر طول نکشید و بریتانیا با ابزار و امکانات خود و بهره بردن از خیانت برخی زنگبارئی‌ها بر این کشور آفریقایی سلطه یافت.
بزرگ‌ترین جنگی که تاکنون در تاریخ جهان به ثبت رسیده، مجموعه جنگ‌هایی است که به جنگ‌های صدساله مشهور است. این جنگ‌ها بین انگلستان و فرانسه در میان سال‌های ۱۳۳۷ و ۱۴۵۳ اتفاق افتاد.
این جنگ‌ها آنقدر طولانی بود که در مدت زمان جنگ، فرانسه ۵ پادشاه و انگلستان هم ۵ پادشاه مختلف داشت و هر کدام در برخی مناطق پیروز شده یا شکست می‌خوردند که در نهایت پس از چندین سال، انگلستان پیروز این خصومت شد.

#### سده ۲۰
در سده بیستم جنگ‌های طولانی کمتر به چشم می‌خورد.
- جنگ آمریکا و ویتنام
- جنگ ایران و عراق

طولانی‌ترین جنگ‌های سده بیستم به‌شمار می‌روند.

## آمار تلفات
سه جنگ از میان ده جنگی که در طول تاریخ بیشترین تلفات را داشته‌اند در سدهٔ ۲۰ میلادی رخ داده‌اند. بی‌شک دو تا از آن‌ها، جنگ‌های جهانی هستند. سپس جنگ میان چین و ژاپن قرار می‌گیرد (با این حال برخی این جنگ را بخشی از جنگ جهانی دوم فرض می‌کنند). بیشتر دیگر جنگ‌های پرتلفات مربوط به چین یا همسایه‌های آن می‌شود. آمار زیاد تلفات جنگ جهانی دوم به این دلیل سرآمد دیگر جنگ‌ها است که بشر پیشرفت‌های زیادی در فناوری تسلیحات کرده بود و همچنین جمعیت انسان‌ها بسیار بیشتر از سده‌های پیش شده بود. فهرست زیر شامل آمار کشته‌شدگان در جنگ‌ها در اثر قحطی، بیماری و کشتگان در نبرد است.
| نام جنگ                          | زمان                        | تلفات                                                                                 |
| -------------------------------- | --------------------------- | ------------------------------------------------------------------------------------- |
| جنگ جهانی دوم                    | ۱۹۳۹−۱۹۴۵ (۱۳۱۸–۱۳۲۴)       | ۵٬۰۰۰٬۰۰۰−۵۵٬۰۰٬۰۰۰                                                                   |
| شورش ان لوشان                    | ۷۵۵-۷۶۳ (۱۳۴–۱۴۲)           | ۳۶٬۰۰۰٬۰۰۰                                                                            |
| کشورگشایی مغول‌ها                 | سده ۱۳ میلادی (حدوداً سده ۷) | ۳۰٬۰۰۰٬۰۰۰−۶۰٬۰۰۰٬۰۰۰                                                                 |
| پیروزی منچو بر سلسله مینگ چین    | ۱۶۱۶−۱۶۶۲ (۹۹۵–۱۰۴۱)        | ۲۵٬۰۰۰٬۰۰۰                                                                            |
| جنگ جهانی اول                    | ۱۹۱۴−۱۹۱۸ (۱۲۹۳–۱۲۹۷)       | ۲۰٬۰۰۰٬۰۰۰−۷۰٬۰۰۰٬۰۰۰ (عدد بزرگتر با احتساب کشته‌شدگان بیماری آنفلونزای اسپانیایی است) |
| شورش تایپینگ علیه سلسله چینگ     | ۱۸۵۱−۱۸۶۴ (۱۲۳۰–۱۲۴۳)       | ۲۰٬۰۰۰٬۰۰۰                                                                            |
| جنگ دوم چین و ژاپن               | ۱۹۳۷−۱۹۴۵ (۱۳۱۶–۱۳۲۴)       | ۲۰٬۰۰۰٬۰۰۰                                                                            |
| قیام دونگان در چین               | ۱۸۶۲-۱۸۷۷ (۱۲۴۱–۱۲۵۶)       | ۸٬۰۰۰٬۰۰۰−۱۲٬۰۰۰٬۰۰۰                                                                  |
| یورش‌های تیمور لنگ                | ۱۳۷۰-۱۴۰۵ (۷۴۹–۷۸۴)         | ۷٬۰۰۰٬۰۰۰−۲۰٬۰۰۰٬۰۰۰                                                                  |
| جنگ داخلی روسیه و دخالت‌های خارجی | ۱۹۱۷-۱۹۲۲ (۱۲۹۶–۱۳۰۱)       | ۵٬۰۰۰٬۰۰۰−۹٬۰۰۰٬۰۰۰                                                                   |

## انواع جنگ
یک درگیری وقتی جنگ نامیده می‌شود که شامل مقابلهٔ مسلحانه، استفاده از فناوری‌ها و تجهیزات نظامی توسط نیروهای مسلح، به همراه به‌کارگیری تاکتیک‌های نظامی و تحرک عملیاتی در قالب یک راهبرد نظامی که محدود به پشتیبانی‌های نظامی باشد. مطالعات جنگ توسط نظریه‌پردازان نظامی در طول تاریخ نظامیگری به دنبال شناخت فلسفهٔ جنگ بوده و آن را تا حد دانش نظامی تقلیل داده است.

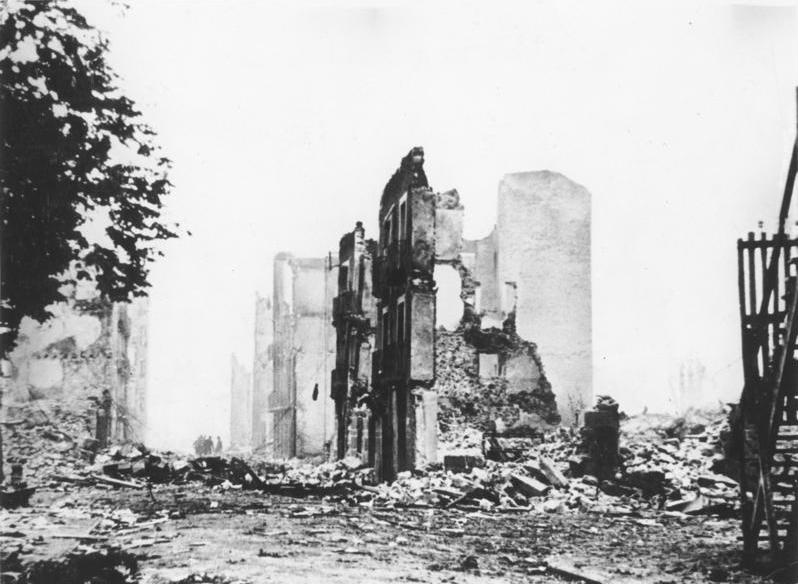
خرابه‌های گرنیکا (۱۹۳۷) (۱۳۱۶). جنگ داخلی اسپانیا یکی از خونین‌ترین و وحشیانه‌ترین جنگ‌های داخلی اروپا بود.

به‌طور کلی، دانش نظامی نوین پیش از تدوین سیاست دفاع ملی، چندین عامل را برای آغاز یک جنگ در نظر می‌گیرد: عوارض منطقه یا مناطق عملیات، وضعیت لازمی که نیروهای ملی در آغاز جنگ باید به خود بگیرند و نوع جنگی که یگان‌های باید در آن درگیر شوند.
در جنگ‌های متعارف دو طرف به دنبال کاهش توان نظامی طرف مقابل در یک درگیری رو در رو هستند. در این نوع جنگ‌ها که با اعلان جنگ دو طرف به یکدیگر آغاز می‌شوند سلاح‌های اتمی، شیمیایی و بیولوژیک استفاده نمی‌شوند یا در راستای حمایت از اهداف و مانورهای متعارف نظامی تنها برای تأثیر روانی به نمایش در می‌آیند.
در مقابل، جنگ‌های نامتعارف قرار دارند که دو طرف در آن به دنبال پیروزی نظامی از طریق رضایت اجباری، تسلیم و پشتیبانی مخفیانه از یک طرف درگیری هستند.
جنگ اتمی جنگی است که استفاده از سلاح‌های اتمی در آن در اولویت قرار دارد یا روش اصلی اجبار نیروی مقابل به تسلیم می‌باشد. این در حالی است که در درگیری‌های متعارف نقش سلاح‌های اتمی نقشی تاکتیکی یا راهبردی است.
جنگ داخلی جنگی است که نیروهای متخاصم آن، افراد یک ملت یا نهاد سیاسی هستند و می‌کوشند کنترل آن ملت یا نهاد سیاسی را به دست آورند یا از آن استقلال یابند.
جنگ نامتقارن به نوعی درگیری گفته می‌شود که طرفین آن از حیث توان نظامی در اندازه‌های به شدت متفاوتی قرار دارند. معمولاً در این جنگ‌ها طرفی که از لحاظ توان نظامی ضعیفتر است رو به استفاده از تاکتیک‌های چریکی می‌آورد تا بتواند فاصلهٔ فاحش فناوری و حجم نیروهای خود را با طرف مقابل جبران کند.
آلودگی عمدی هوا در درگیری‌ها یکی از مجموعه فنونی است که به‌طور کلی به آن‌ها جنگ شیمیایی گفته می‌شود. گاز سمی به عنوان یک سلاح شیمیایی برای اولین بار در طول جنگ جهانی اول استفاده شد و موجب مرگ ۹۱٬۱۹۸ نفر و آسیب به ۱٬۲۰۵٬۶۵۵ نفر شد. پس از آن معاهده‌های بسیاری به منظور منع استفاده از آن به امضای کشورهای مختلف رسید. سلاح‌های شیمیایی غیرمهلک مانند گاز اشک‌آور و اسپری فلفل به‌طور وسیعی مورد استفاده قرار می‌گیرند و گاهی منجر به مرگ می‌شوند.

### محیط جنگ
محیطی که جنگ در آن روی می‌دهد تأثیر مستقیمی بر نوع نبردهایی که در آنجا درمی‌گیرد خواهد داشت. هر محیطی نیز دارای عوارض خاصی است. به همین دلیل ارتش‌ها برای جنگیدن در محیط‌ها و عوارض مختلف سربازان خاصی را تربیت می‌کنند. این عوارض شامل موارد زیر می‌شوند:

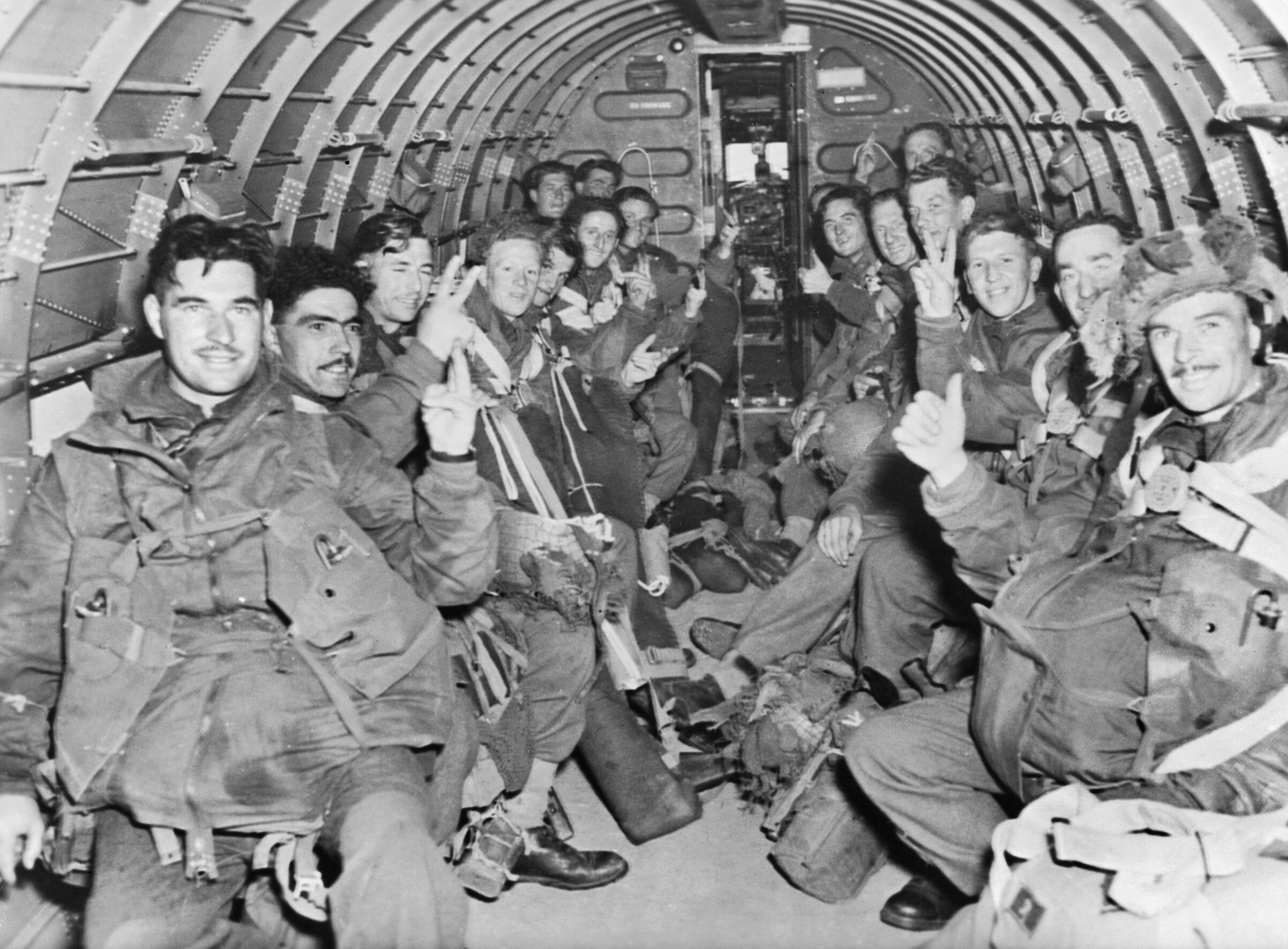
پیاده‌نظام‌های چترباز بریتانیایی درون یکی از هواپیماهای سی ۴۷ ترابری ارتش، سپتامبر ۱۹۴۴ (شهریور ۱۳۲۳)

#### انواع جنگ‌ها بر اساس هدف:
- جنگ پدافندی
- جنگ آفندی

#### انواع جنگ‌ها بر اساس دکترین:

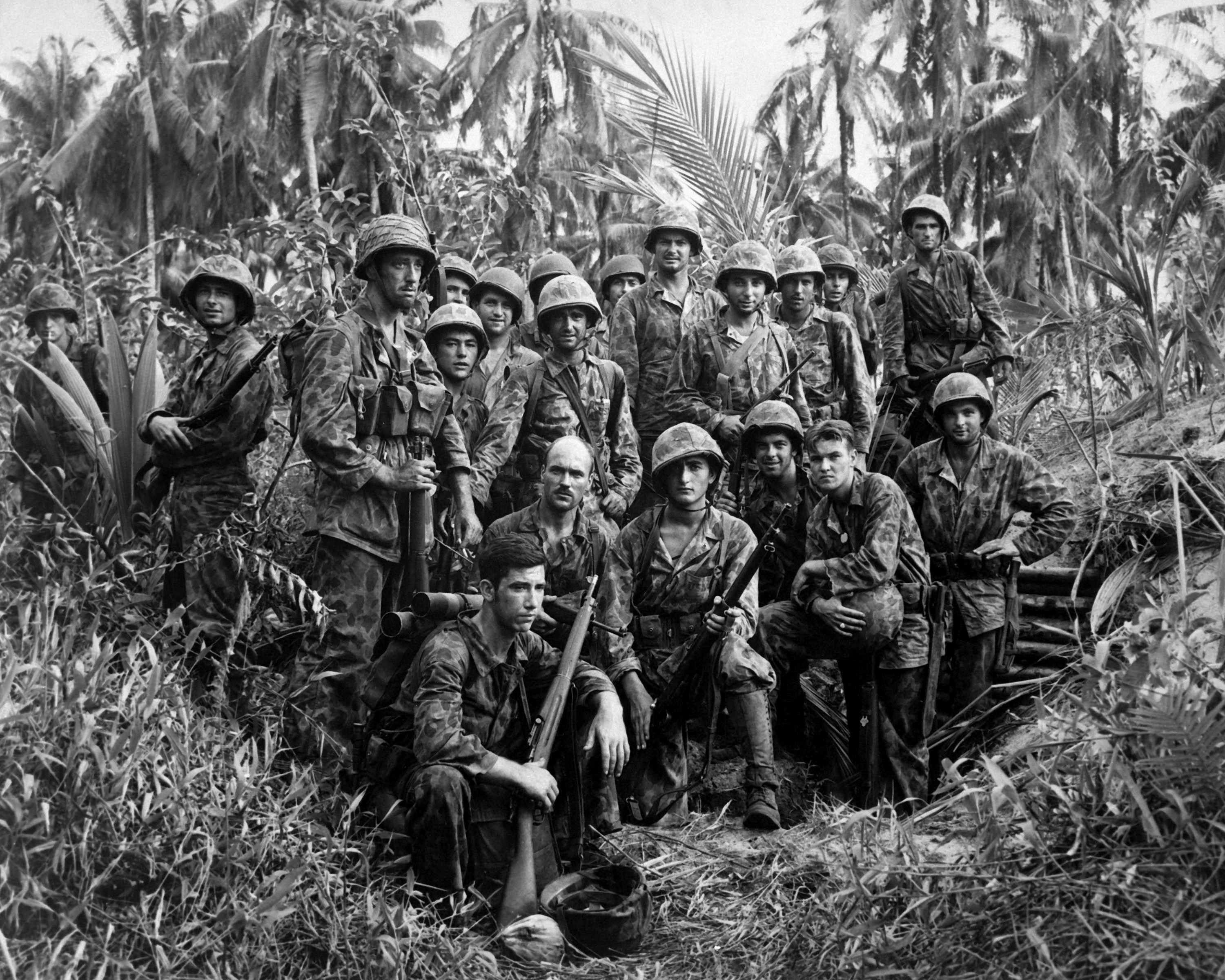
کماندوهای سپاه تفنگداران دریایی ایالات متحده روبروی یکی از پناهگاه‌های زیرزمینی سربازان ژاپنی جمع شده‌اند. ژانویه ۱۹۴۴ (دی ۱۳۲۲)

- جنگ فرسایشی
- جنگ رزمایشی
- جنگ چریکی
- جنگ سنگری
- جنگ شورشی
- جنگ ضدشورش

#### انواع جنگ‌ها بر اساس عوارض زمین:
- جنگ جنگلی
- جنگ صحرایی
- جنگ کوهستانی
- جنگ قطبی
- جنگ دریایی
- جنگ ساحلی
- جنگ شهری
- جنگ آبی خاکی

### اخلاقیات و رفتار در جنگ
ذات جنگ هیچ‌گاه عوض نمی‌شود. تنها ظاهر آن است که تغییر می‌کند. یوشع و داوود، هکتور و آشیل نبردهایی را که سربازان ما در قالب ائتلاف در سومالی و عراق انجام دادند را تشخیص می‌دهند. یونیفورم‌ها متحول می‌شوند، مفرغ جای خود را به تیتانیوم می‌دهد، پیکان‌ها جای خود را به بمب‌هایی می‌دهند که با لیزر هدایت می‌شوند اما اصل قضیه که همانا کشتن دشمنان تا حدی است که بازماندگانشان تسلیم شوند و به خواسته‌های ما عمل کنند همچنان بدون تغییر باقی می‌ماند.— رالف پیترز
رفتار نیروها در جنگ از نظر فردی یا یگانی به‌طور قابل ملاحظه‌ای متغیر است. ممکن است در برخی شرایط نیروها دست به کشتار جمعی، تجاوز جنسی یا نسل‌کشی بزنند. با این حال به‌طور معمول اخلاقیات نیروها محدود به آفندهای ظاهری و فریب می‌شود که این مسئله خود باعث می‌شود که جنگ‌ها تا حد زیادی قوانین را رعایت کرده و تا حد زیادی نمادین شوند؛ بدین صورت است که شمار تلفات کاهش می‌یابد. در غیر این صورت اگر سربازها با خشم به نفرات دشمن به جنگ آن‌ها می‌رفتند شمار کشته‌ها بسیار بیشتر می‌شد. بنابر برخی مدارک در طول جنگ جهانی اول موقعیت‌هایی پیش آمد که نیروهای متخاصم دست به تصحیح رفتار خود برای آتش‌بس موقت زدند. برای مثال یک بار که یکی از خمپارههای آلمانی اشتباهاً به خطوط بریتانیا اصابت کرد باران گلوله بین دو طرف آغاز شد. سپس یکی از سربازان آلمانی با فریاد از نیروهای بریتانیایی عذر خواست که همین مسئله باعث فروکش گلوله‌باران شد. برای آشنایی با دیگر نمونه‌های عدم تخاصم در جنگ جهانی اول می‌توانید کتاب «خداحافظ به هر آنچه بود» را بخوانید. در این نمونه‌ها به مراتب آتش‌بس‌هایی را می‌بینیم که به قصد بازسازی استحکامات و رسیدگی به زخمی‌ها اتخاذ می‌شدند. در کنار این آتش‌بس‌ها نمونه‌هایی نیز وجود دارد که سربازان از شلیک به سربازان دشمن که در حال استحمام بودند یا قصد دور کردن سربازان زخمی را از میدان نبرد داشتند خودداری کرده‌اند. یکی از برجسته‌ترین نمونه‌های آتش‌بس در جنگ جهانی اول، آتش‌بس کریسمس است.
شاید تفکیک روانی بین رزمندگان و نیروی نابودگر تسلیحات نوین تأثیر اخلاقیات جنگ را خنثی کند و حضور رزمندگان را در کشتار رزمندگان متخاصم یا غیرنظامیان تسهیل کند. برای نمونه می‌توان به بمباران درسدن در طول جنگ جهانی دوم اشاره کرد. شرایط غیرعادی جنگ می‌تواند افرادی را که به ظاهر عادی به نظر می‌رسند به اعمال وحشیانه وادارد.

## تأثیرات جنگ

شاخص سال‌های تقریبی ناتوانی در طول عمر مربوط به جنگ برای هر ۱۰۰٬۰۰۰ نفر در سال ۲۰۰۴
بدون اطلاعات
کمتر از ۱۰۰
۱۰۰–۲۰۰
۲۰۰–۶۰۰
۶۰۰–۱۰۰۰
۱۰۰۰–۱۴۰۰
۱۴۰۰–۱۸۰۰
۱۸۰۰–۲۲۰۰
۲۲۰۰–۲۶۰۰
۲۶۰۰–۳۰۰۰
۳۰۰۰–۸۰۰۰
۸۰۰۰–۸۸۰۰
بیش از ۸۸۰۰

ملل عالم بنابر عادت، هزینه‌های جنگ را با دلار، تولید از دست رفته، یا تعداد سربازانی که کشته یا زخمی شده‌اند می‌سنجند. بسیار کم پیش می‌آید که یک تشکیلات نظامی تصمیم بگیرد هزینه‌های جنگ را بر اساس میزان رنج تک تک انسان‌ها اندازه بگیرد. هنگامی که فاکتورهای انسانی در نظر گرفته می‌شوند، شکست روانی همچنان به عنوان یکی از پرهزینه‌ترین مواردی به‌شمار می‌رود که به واسطه جنگ، تحمیل می‌شود.— ریچارد گابریل، دیگر قهرمان لازم نیست

### بر سربازان
سربازانی که از جنگ بر می‌گردند غالباً از صدمات روانی و فیزیکی مثل افسردگی، اختلال تنش‌زای پس از رویداد، بیماری، جراحت و مرگ رنج می‌برند. در پژوهشی که توسط سرتیپ نیروی زمینی آمریکا به نام اس.ال. ای مارشال در طول جنگ جهانی دوم انجام شد مشخص شد که به‌طور میانگین تنها ۱۵ تا ۲۰ درصد سربازان پیاده تفنگدار در طول نبردها به دشمن شلیک کرده‌اند. اف. ای لرد در دانشنامه کلکسیون‌داران جنگ داخلی آمریکا اشاره می‌کند که از میان ۲۷٬۵۷۴ تفنگ فتیله‌ای رها شده که در میدان نبرد گتیسبورگ پیدا شده است نزدیک به ۹۰٪ آن‌ها پر بوده‌اند. ۱۲٬۰۰۰ تای آن‌ها بیش از یک بار پر شده بودند، ۶٬۰۰۰ تا بین ۳ تا ۱۰ بار پر شده بودند. این مطالعه این‌طور بیان می‌دارد که بسیاری از سربازان از شلیک در جنگ خودداری می‌کنند زیرا (بنابر نظر بسیاری از دانشمندان) نوع بشر دارای مقاومت ذاتی نسبت به کشتن هم‌نوع خویش است. مطالعهٔ سوانک و مارچاند بر روی جنگ جهانی دوم نشان داد که پس از گذشت شصت روز از یک نبرد، ۹۸٪ سربازان بازمانده دچار صدمات روانی می‌شوند. صدمات روانی خود را به صورت اختلال تنش‌زای پس از رویداد یا فرسودگی، گم‌گشتگی، اختلال تبدیل، اضطراب، اختلال وسواسی جبری و اختلال شخصیت نشان می‌دهند.
یک دهم نفرات نیروهای آمریکایی بین سال‌های ۱۹۴۲ و ۱۹۴۵ به خاطر اختلالات روانی بستری شدند. بعد از سی و پنج روز از جنگ بدون وقفه، ۹۸٪ آن‌ها درجات مختلفی از اختلالا روانی را نشان دادند.— درک جنگ بزرگ، استفان اودین روزو و آنت بکر
ضمناً تخمین زده می‌شود که بین ۱۸ تا ۵۴ درصد بازماندگان جنگ ویتنام از اختلال تنش‌زای پس از رویداد رنج می‌برند.
بر اساس سرشماری سال ۱۸۶۰ میلادی (۱۲۳۹)، ۸٪ از مردان سفیدپوست آمریکایی بین سنین ۱۳ تا ۴۳ سال در جریان جنگ داخلی آمریکا کشته شدند. از این میزان ۶٪ در شمال و تقریباً ۱۸٪ در جنوب کشته شده‌اند. این جنگ همچنان به عنوان مرگ‌بارترین درگیری در تاریخ آمریکا به‌شمار می‌رود که باعث مرگ ۶۲۰٬۰۰۰ نفر شد. تلفات جنگی نیروهای نظامی آمریکا از سال ۱۷۷۵ (۱۱۵۴) تا به حال بالغ بر دو میلیون نفر می‌باشد. از میان ۶۰ میلیون سرباز اروپایی که برای جنگ جهانی اول بسیج شده بودند ۸ میلیون نفر کشته، ۷ میلیون نفر به‌طور دائم ناقص و ۱۵ میلیون نفر به‌طور جدی زخمی شدند.
هنگام عقب‌نشینی ناپلئون از مسکو، تعداد کشتگان فرانسوی از بیماری تیفوس بیشتر از نفراتی بود که به دست روس‌ها کشته شدند. فلیکس مرکهام بر این باور است که ۴۵۰٬۰۰۰ نفر در تاریخ ۲۵ ژوئن ۱۸۱۲ (۴ تیر ۱۱۹۱) از رود نمان رد شدند در حالی که تنها ۴۰٬۰۰۰ نفر از آن‌ها برای بازگشت از آن‌جا بار دیگر از آن عبور کردند. میان سال‌های ۱۵۰۰ تا ۱۹۱۴ (از ۸۷۹ تا ۱۲۹۳ خورشیدی) بیماری تیفوس بیشتر از نبرد مستقیم نظامی جان سربازان را گرفته است. اگر پیشرفت‌های علم پزشکی نبود، آمار کشته‌شدگان بر اثر بیماری و عفونت هزاران نفر بیشتر می‌شد. برای مثال در جریان جنگ هفت‌ساله، نیروی دریایی پادشاهی بریتانیا اعلام کرد که از میان ۱۸۴٬۸۹۹ ملوانی که به خدمت گرفته شدند، ۱۳۳٬۷۰۸ نفر بر اثر بیماری مردند یا مفقودالاثر شدند.
تخمین زده می‌شود که در میان سال‌های ۱۹۸۵ و ۱۹۹۴ (۱۳۶۴ تا ۱۳۷۳) هر ساله ۳۷۸٬۰۰۰ نفر به خاطر جنگ کشته شده‌اند.

### بر شهروندان

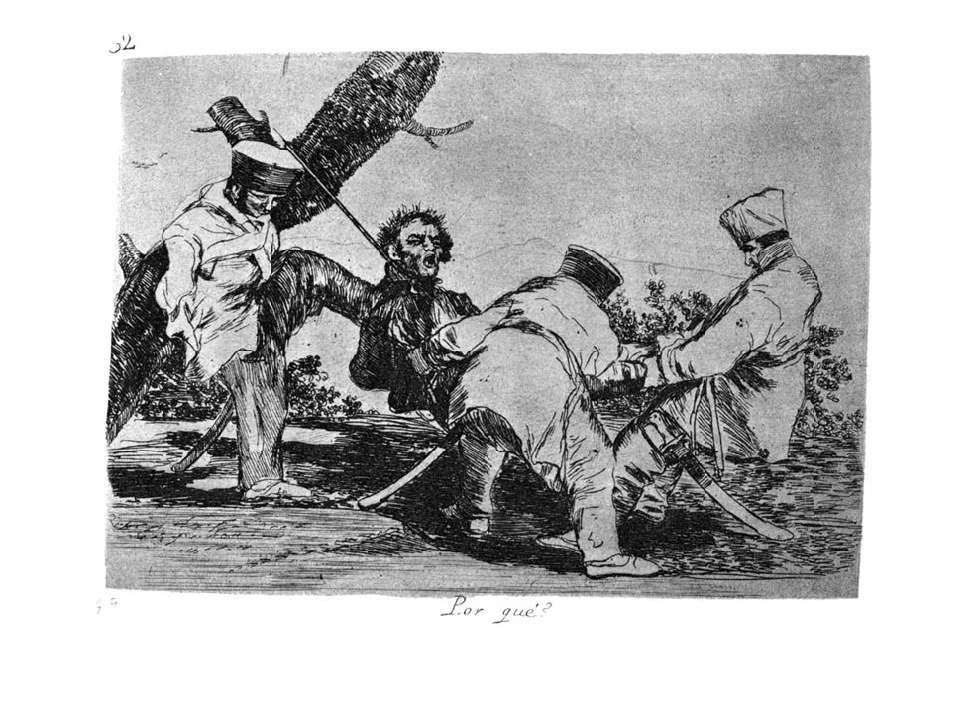
چرا؟، از کتاب حوادث جنگ اثر فرانسیسکو گویا، ۱۵–۱۸۱۲. مجموعه نقاشی‌هایی که توحش را در جنگ‌های ناپلئون و شبه جزیره به نمایش درآورده‌اند.

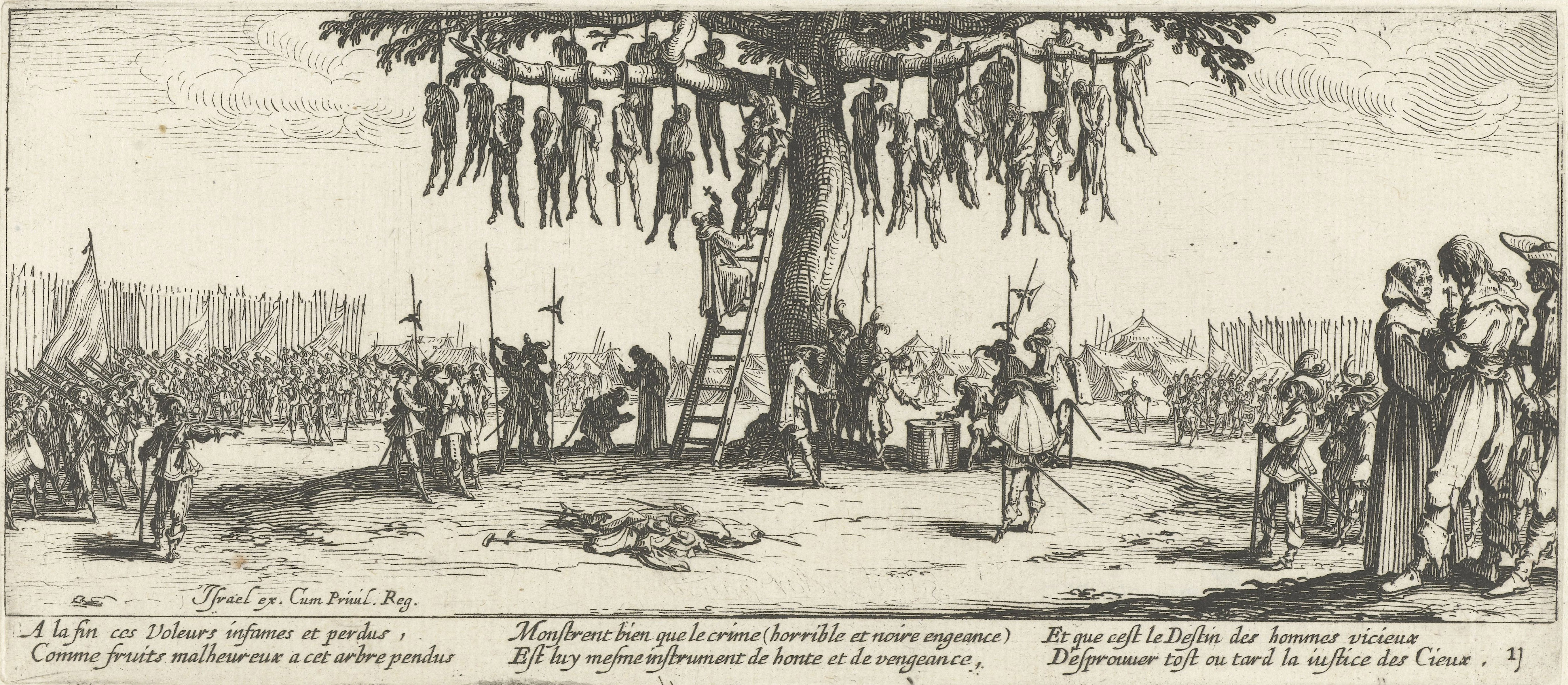
فجایع عظیم جنگ بدبختی‌های مردم را در طول جنگ سی‌ساله نشان می‌دهد.

بسیاری از جنگ‌ها همراه با خود تقلیل جمعیت چشمگیر و نابودی زیرساخت‌ها و منابع (که می‌تواند منجر به قحطی، بیماری و مرگ شهروندان شود) را به همراه داشته‌اند. شهروندانی که در مناطق جنگی زندگی می‌کنند در معرض بی‌رحمی‌های جنگ همچون کشتار جمعی قرار می‌گیرند. بازماندگان آن‌ها نیز به احتمال زیاد دچار آثار ثانویه روانی می‌شوند که به خاطر مشاهده نابودی‌های جنگ می‌باشد. برای مثال در طول جنگ سی‌ساله در اروپا جمعیت ایالت‌های آلمانی ۳۰٪ کاهش پیدا کرد. تخمین زده می‌شود که ارتش سوئد به تنهایی ۲٬۰۰۰ قلعه، ۱۸٬۰۰۰ روستا و ۱٬۵۰۰ شهر را که معادل یک سوم شهرهای آلمان بود را نابود کردند.
تخمین‌هایی که برای تلفات جنگ جهانی دوم زده می‌شود متنوع است اما بسیاری بر این باورند که ۶۰ میلیون نفر بر اثر این جنگ جان باخته‌اند. از میان آن‌ها ۲۰ میلون نفر سرباز و ۴۰ میلیون نفر شهروند غیرنظامی بوده‌اند. اتحاد جماهیر شوروی ۲۷ میلیون نفر را در جریان جنگ از دست داد که این میزان تقریباً به اندازه نیمی از کشتگان این جنگ است. از آن جا که بسیاری از کشتگان را افراد جوان تشکیل می‌دادند، جمعیت پس از جنگ شوروی ۴۵ تا ۵۰ میلیون نفر کمتر از چیزی بود قبل از جنگ برای آن سال‌ها تخمین زده می‌شد. بیشترین آمار مرگ و میر در یک شهر معادل ۱٬۲۰۰٬۰۰۰ نفر در جریان محاصره ۸۷۲ روزهٔ لنین‌گراد بود.

### بر اقتصاد
بعد از آنکه جنگی پایان می‌یابد، ملل مغلوب مجبور به پرداخت غرامت جنگی به ملل پیروز می‌شوند. گاهی هم سرزمین‌هایی از ملل شکست‌خورده گرفته شده و به کشورهای پیروز واگذار می‌شود. برای نمونه، سرزمین آلزاس لورن چندین بار بین فرانسه و آلمان در موارد گوناگون معامله شد.
عموماً جنگ ارتباط مستقیمی با اقتصاد دارد به‌طوری‌که بسیاری از جنگ‌ها به شکل کلی یا جزئی به خاطر مسائل اقتصادی شروع شده‌اند که برای مثال می‌توان به جنگ داخلی آمریکا اشاره کرد. در برخی موارد جنگ باعث شده که اقتصاد یک کشور رو به بهبود برود (باور عمومی بر آن است که جنگ جهانی دوم اقتصاد آمریکا را از رکود بزرگ نجات داد). اما در بسیاری از موارد همچون جنگ‌های لویی چهاردهم، جنگ‌های فرانسه و پروس و جنگ جهانی اول، نابودی اقتصاد کشورهای دیگر هدف اصلی طرفین بوده است. دخالت روسیه در جنگ جهانی اول چنان ضربه‌ای به اقتصاد این کشور وارد آورد که حکومت تزاری را با خطر سقوط حتمی مواجه ساخت و کمک زیادی به انقلاب ۱۹۱۷ روسیه کرد.

#### جنگ جهانی دوم
یکی از بهترین نمونه‌های تأثیر جنگ بر اقتصاد، جنگ جهانی دوم است. رکود بزرگ دهه ۱۹۳۰ میلادی به این دلیل پایان گرفت که مردم تولید خود را افزایش دادند تا مواد جنگ را تهیه کنند. بهای مالی جنگ جهانی دوم در سطح دنیا در حدود یک تریلیون دلار تخمین زده می‌شود، به همین دلیل است که این جنگ را پرهزینه‌ترین جنگ تاریخ از لحاظ سرمایهٔ مالی و جانی می‌دانند.
اقتصاد اروپا پس از جنگ تقریباً نابود شد زیرا ۷۰٪ تأسیسات صنعتی این قاره تخریب شدند. تخمین زده می‌شود که حملهٔ کشورهای محور باعث نابودی املاکی با ارزش ۶۷۹ میلیارد روبل در شوروی شده باشد. این خرابی‌ها شامل نابودی ساختمان‌ها به‌طور کامل یا جزئی در ۱٬۷۱۰ شهر و شهرک، ۷۰٬۰۰۰ روستا/دهکده، ۲٬۵۰۸ کلیسا، ۳۱٬۸۵۰ ساختمان صنعتی، ۴۰٬۰۰۰ مایل خط آهن، ۴٬۱۰۰ ایستگاه قطار، ۴۰٬۰۰۰ بیمارستان، ۸۴٬۰۰۰ مدرسه و ۴۳٬۰۰۰ کتابخانهٔ عمومی می‌باشد.

## عوامل اتمام جنگ

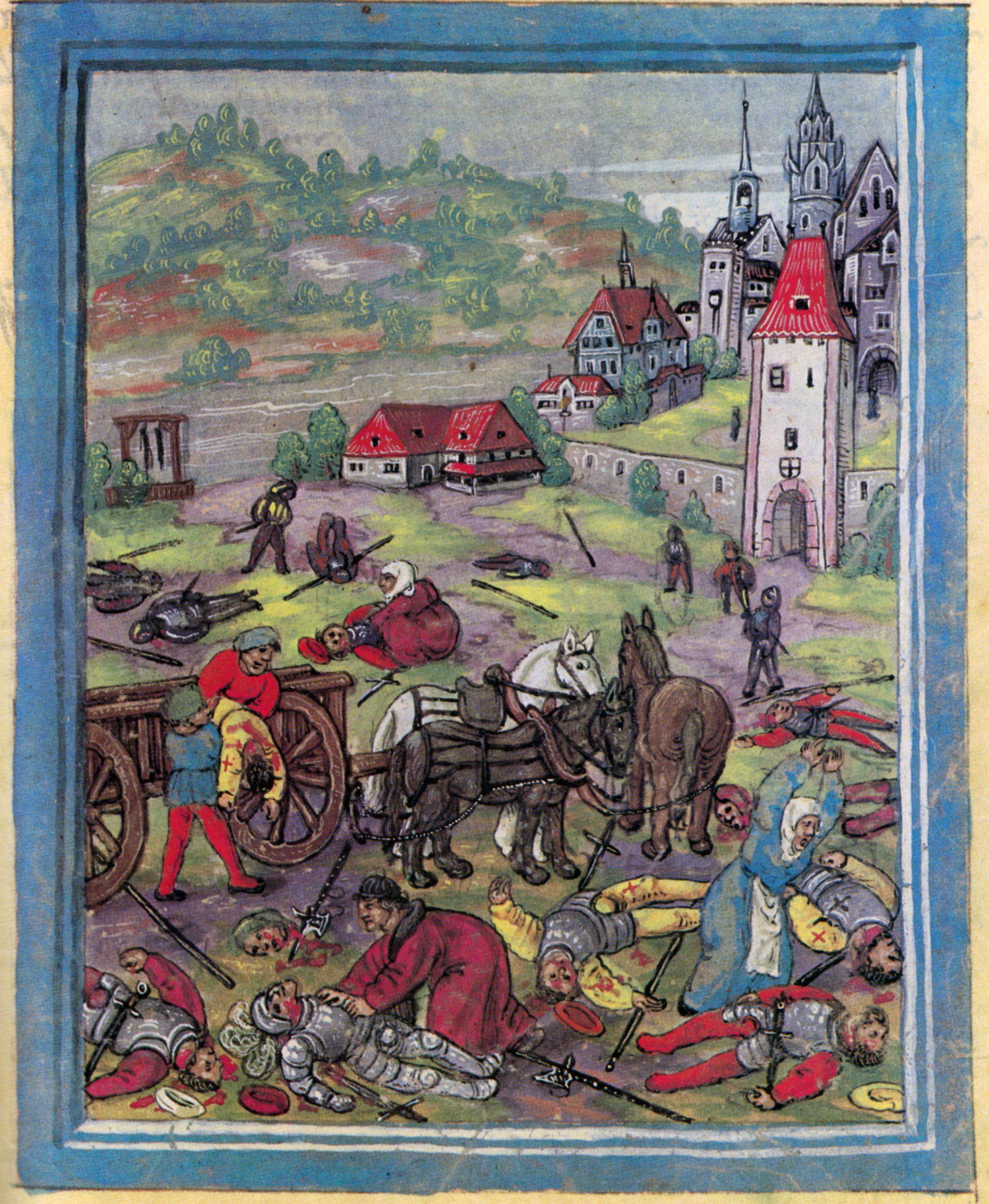
زنان و کشیش‌ها اجساد سربازان سوابی را که در طول نبرد شوادرلوه در کنار دروازه‌های شهر کنستانتس به زمین افتاده‌اند را جمع می‌کنند. سال ۱۴۹۹ میلادی برابر با ۸۷۸ خورشیدی

اوضاع سیاسی و اقتصادی که موجب صلح می‌شوند معمولاً به واقعیات محیطی بستگی دارند. هنگامی که دو نیروی متخاصم متقاعد می‌شوند که درگیری فی‌مابین به بن‌بست رسیده ممکن است دست از خشونت عملی بردارند تا مانع نابودی جان و مال بیشتر گردند. ممکن است که دو طرف خطوط مرزی پیش از جنگ را بپذیرند یا مرزهای جدیدی بر اساس کنترل نیروهای نظامی خود ترسیم نمایند یا به گفتگو بپردازند تا سرزمین‌های اشغالی یکدیگر را نگاه داشته یا تعویض کنند. مذاکراتی که در پایان جنگ‌ها انجام می‌شوند منجر به امضای معاهدات می‌گردند مثل معاهدهٔ ورسای در سال ۱۹۱۹ (۱۲۹۸) که باعث اتمام جنگ جهانی اول شد.
طرفی که تسلیم می‌شود یا شکست می‌خورد غالباً دارای قدرت چانه‌زنی پایین‌تری است. طرف پیروز معمولاً شروطی را تحمیل کرده یا تمام شرایط معاهده را می‌نویسد. نتیجهٔ معمول آن است که سرزمین اشغال‌شده تحت تسلط نیروی نظامی قوی‌تر کشیده می‌شود. تسلیم بی‌قید و شرط زمانی از سوی یک کشور پذیرفته می‌شود که نیرویی به‌شدت قدرتمند آن کشور را تهدید نماید و بیم آن رود که جان و مال زیادی نابود شود. برای مثال در طول جنگ جهانی دوم پس از آن که دو بمب اتمی بر روی شهرهای هیروشیما و ناگازاکی انداخته شد و سرزمین ژاپن زیر بمباران راهبردی شدید قرار گرفت و شوروی به منچوری حمله کرد، امپراتوری ژاپن تن به تسلیم بی‌قید و شرط در مقابل متفقین داد. تسلیم ممکن است با فریب یا بلوف به دست آید.
با این حال بسیاری از جنگ‌ها با نابودی کامل سرزمین‌های مقهور تمام شده‌اند. در میان نمونه‌های فراوان می‌توان به نبرد کارتاژ مربوط به جنگ پونیک سوم بین شهر فنیقیه کارتاژ و امپراتوری روم باستان در سال ۱۴۹ قبل از میلاد اشاره کرد. در این سال رومیان شهر را آتش زدند، مردم را به بردگی گرفتند و ساختمان‌ها را ویران ساختند.
برخی از جنگ‌ها یا عملیات‌های خصم‌آلود زمانی پایان می‌یابند که آماج نظامی طرف پیروز به دست آمده باشد. اما گاهی به خصوص زمان‌هایی که ساختار دولتی در کشور شکست‌خورده وجود نداشته باشد یا پیش از پیروزی دولت اشغالگر نابود شده باشد جنگ ادامه خواهد یافت. در چنین شرایطی ممکن است جنگ چریکی نامنظم تا مدت زمان زیادی ادامه یابد. در شرایط تسلیم بی‌قید و شرط ممکن است سرزمین‌های اشغالی تحت تسلط دائمی طرف پیروز در آید. پس از اشغال سرزمین‌ها از سوی طرف پیروز ممکن است یورش‌هایی به قصد تاراج کالاهای باارزش صورت بگیرد. در دیگر موارد ممکن است طرف مهاجم تصمیم بگیرد به منظور جلوگیری از خسارات بیشتر و بدون دستیابی به اهداف اولیه دست از خصومت بردارد. در این مورد می‌توان به جنگ ایران و عراق اشاره کرد.
ممکن است برخی خصومت‌ها نظیر شورش یا جنگ داخلی برای مدت زمان زیاد و با فعالیت نظامی اندک ادامه یابند. در بعضی موارد هیچ مذاکره‌ای صورت نمی‌گیرد اما جنگ بدون سر و صدا محو می‌شود و پس از آن که خواسته‌های سیاسی گروه‌های متعارض به ثمر نشست، یا در مورد یک شرط سیاسی مذاکره صورت گرفت، یا مبارزان به تدریج کشته شدند، یا دست از حملهٔ نظامی برداشتند ولی همچنان توان تهدید یکدیگر را داشتند درگیری به‌طور کل پایان یابد. برای مثال می‌توان به جنگ داخلی چین اشاره کرد که به‌طور رسمی در سال ۱۹۵۰ (۱۳۲۹) پایان یافت اما جمهوری خلق چین به شکل دیپلماتیک جنگ را ادامه داد تا تایوان را ایزوله کند و همچنان جمهوری چین (که با نام تایوان شهرت یافته) را تهدید به حمله نظامی می‌کند. به همین دلیل است که برخی مورخان مدعی می‌شوند که جنگ هنوز در جریان است.

## انگیزه‌های آغاز جنگ
اجماع آکادمیک واحدی بر سر این مسئله که چه انگیزه‌هایی باعث آغاز جنگ می‌شوند وجود ندارد. انگیزه‌های افرادی که دستور آغاز جنگ را می‌دهند می‌تواند با انگیزه‌های کسانی که به زیر بار آن می‌روند متفاوت باشد. برای مثال در جنگ پونیک سوم هدف رهبران روم از درگیری با کارتاژ شاید نابودی یک رقیب طغیان‌گر بود اما هدف سربازان، به احتمال زیاد، به دست آوردن پول بوده است. از آن جا که جنگ افراد زیادی را درگیر خود می‌کند، زندگی خاص خود را نیز به وجود می‌آورد زیرا افراد با انگیزه‌های مختلف برای پیشبرد آن در کنار هم جمع می‌شوند.
یکی از تفاسیر باستانی یهودی در مورد دعوای هابیل و قابیل در کتاب پیدایش ۴ بیان می‌دارد که به‌طور کلی چهار عامل باعث آغاز جنگ‌ها می‌شوند: الف) مادیات، ب) قدرت، ج) دین د) وطن.
آقای جان استوسینگر در کتاب چرا ملت‌ها جنگ می‌کنند می‌نویسد که طرفین جنگ همیشه مدعی آنند که جنگِ آن‌ها را اخلاقیات توجیه می‌کند. او این‌طور ادامه می‌دهد که دلایل آغاز یک جنگ بستگی به ارزیابی به‌شدت خوشبینانه از نتایج خشونت‌ها (تلفات و هزینه‌ها) و تلقیات اشتباه از نیات دشمن دارد.
از آن جا که جنبه‌های راهبردی و تاکتیکی جنگ در معرض تغییر دائم است، نظریات و دکترین‌های مربوط به آن، پیش و پس و در طول هر جنگ عمده بازنگری می‌شود. کارل فون کلاوزویتس در این مورد نوشته است: «نوع جنگ در هر عصری متفاوت است و شرایط محدودکننده و پیش‌فرض‌های خاص خود را دارد.» فاکتوری که تغییر نمی‌کند استفاده از خشونت سازمان‌یافته و در نتیجه نابودی اموال یا جان افراد است.

### روان‌شناسی روانکاوانه

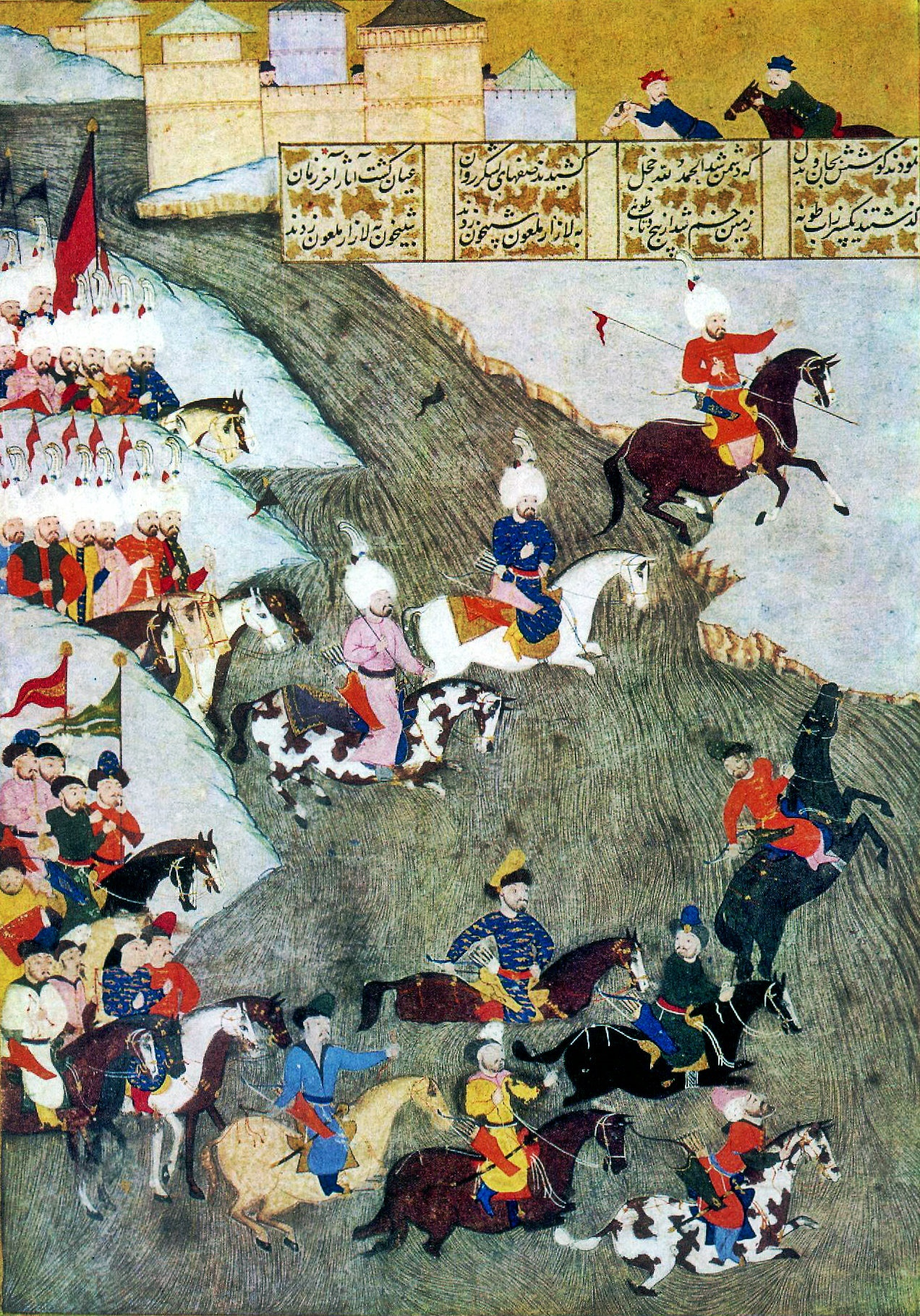
تاتارهای کریمه به عنوان پیش‌قراول در لشکرکشی عثمانی‌ها به اروپا، در سال ۱۵۶۶ میلادی (۹۴۵). تاتارها (به ویژه برده‌های تاتار) در اصل به دنبال کسب غنیمت بودند.

روانکاو هلندی به نام یوست میرلو بر این باور بود که «جنگ غالباً… تخلیهٔ گستردهٔ خشم درونی انباشته‌شده است (که)... در طول آن ترس درونی بشریت در قالب نابودی گسترده نمود می‌یابد.» بنابراین گاهی جنگ را وسیله‌ای می‌دانند که انسان از آن برای ابراز ناکامی خود در اداره خویشتن استفاده می‌کند و به‌طور موقت با رها کردن خشم گسترده علیه دیگران نمود می‌یابد. در این سناریوی ویرانگر دیگران نقش قربانی را در مقابل ترس‌ها و ناکامی‌های ناگفته و ناخودآگاه فرد بر عهده دارند.
روانکاوان دیگر نظیر ای‌اف‌ام دوربان و جان بولبی بر این باورند که انسان ذاتاً خشن است. این خشونت با جابه‌جایی و فرافکنی همراه شده و باعث می‌شود که شخص، نارضایتی خود را تبدیل به تعصب و کینه در مقابل نژادها، ادیان، ملل یا ایدئولوژیهای دیگر کند. بر اساس این نظریه یک دولت-ملت، نظم را در جامعه نگاه داشته و در همان حال مفری به نام جنگ برای خشونت خلق می‌کند. اگر بنابر اعتقاد بسیاری از روانشناسان جنگ را جزء لاینفک ذات انسانی بدانیم، پس امیدی به گریز از آن وجود نخواهد داشت.
فرانکو فورناری، روانکاو ایتالیایی که پیرو نظریات ملانی کلاین بود اعتقاد داشت که جنگ یک پارانویا یا بسط بارز سوگ است. فورناری بر این باور بود که جنگ و خشونت «نیاز به عشق» در ما را نشان می‌دهد: خواست ما برای محافظت و دفاع از چیزهای مقدسی که به آن‌ها وابسته‌ایم، مثل مادر و تعلقی که به وی داریم. اما در بزرگسالان، ملت‌ها هستند که نقش مقدسات را دارند و باعث بروز جنگ‌ها می‌شوند. فورناری بر «فداکاری» به عنوان ذات جنگ تأکید کرده و معتقد است که فداکاری میل شگفت‌آور بشر به مردن برای کشور خویش و تقدیم جسم خود به ملت است.
برخلاف نظر فورناری که معتقد بود حس نوع‌دوستی انسان در فداکاری برای یک جنبش اصیل عامل اصلی جنگ است، تنها تعداد کمی از جنگ‌ها در طول تاریخ با عامل فداکاری ایجاد شده و ادامه یافته‌اند. در اغلب موارد حاکمان بوده‌اند که مردم را به زور به جنگ کشانده‌اند. یکی از نظریه‌های روان‌شناسی که به بررسی رفتار رهبران جهان می‌پردازد توسط موریس والش بسط یافته است. او می‌گوید که تودهٔ مردم نسبت به جنگ بی‌میل هستند و جنگ‌ها تنها زمانی درمی‌گیرند که رهبران روان‌پریشی که ارزشی برای جان انسان‌ها قائل نیستند در رأس قدرت قرار می‌گیرند. جنگ توسط رهبرانی آغاز می‌شود که به دنبالش هستند، نظیر ناپلئون یا هیتلر. بیشتر اوقات این رهبران در زمان‌های بحرانی که مردم نیاز به یک رهبر مصمم دارند به قدرت می‌رسند.
مردم عادی به‌طور طبیعی خواستار جنگ نیستند؛ نه در روسیه نه در انگلستان نه در آمریکا و نه در آلمان. این نکته قابل درک است. اما به هر حال رهبران جامعه هستند که سیاست آن را تعریف می‌کنند و به سادگی می‌توانند مردم را به دنبال خود بکشند چه آن حکومت یک دموکراسی باشد یا یک دیکتاتوری فاشیست یا یک حکومت پارلمانی یا یک دیکتاتوری کمونیستی. … مردم را همیشه می‌توان به مزایده رهبران آورد. این کار آسان است. تنها کاری که لازم است بکنید این است که به آن‌ها بگویید تحت حمله قرار دارند و صلح‌طلبان را متهم به نداشتن حس وطن‌پرستی کنید و کشور را در معرض جنگ قرار دهید. این فرمول در تمام کشورها قابل اجرا است.— هرمان گورینگ در جریان محاکمات نورنبرگ، ۱۸ آوریل ۱۹۴۶ (۲۹ فروردین ۱۳۲۵)

### تکامل

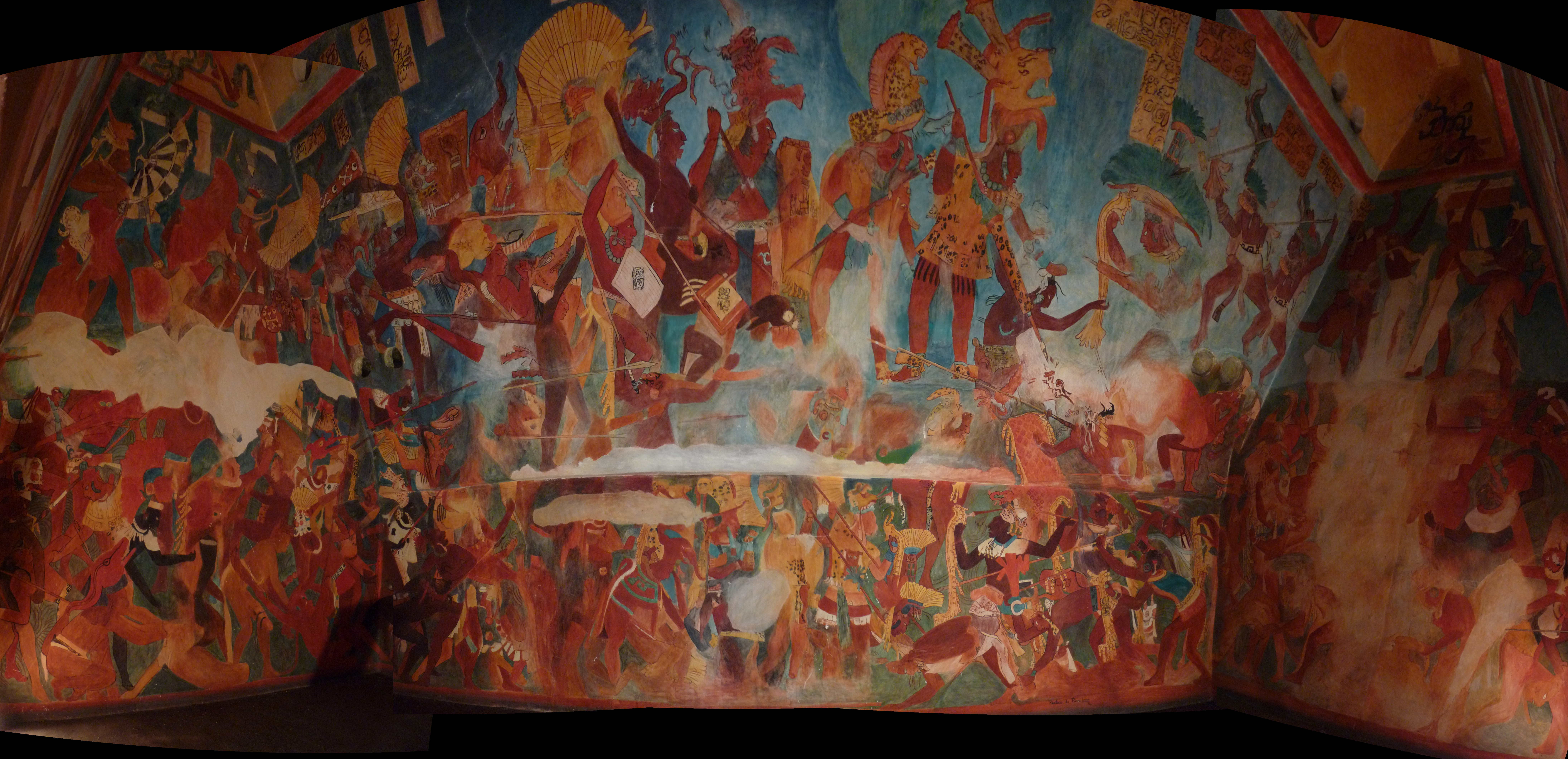
جمعیت رو به افزایش و جنگ‌های مداوم بر سر منابع میان دولت شهرهای مایا به احتمال زیاد در سقوط تمدن مایا در سال ۹۰۰ میلادی (برابر با ۲۷۹ هجری شمسی) نقش داشته است.

فرضیه‌های متعددی هستند که به بررسی منشأ جنگ از دیدگاه تکامل می‌پردازند. در این زمینه دو مکتب وجود دارد: یکی از آن‌ها ظهور جنگاوری را مربوط به دوره میان‌سنگی می‌داند که طی آن ساختار جوامع پیچیده به وجود آمد، تراکم جمعیت بالا رفت، ساختارهای سیاسی شکل گرفتند و رقابت بر سر منابع آغاز شد. مکتب دیگر، جنگ را ادامهٔ رفتار حیوانی انسان که در میان نمونه‌های آن می‌توان از قلمروگرایی و رقابت جنسی نام برد می‌داند.
این مکتب مدعی است از آن جا که الگوهای رفتاری ساختاریافتهٔ شبه‌جنگ را می‌توان در میان دیگر نخستی‌سانان نظیر شمپانزهها و همچنین در میان بسیاری از گونه‌های مورچهها یافت لذا می‌توان نتیجه گرفت که درگیری میان گروه‌ها بخشی از رفتار اجتماعی همهٔ حیوانها است. زیست‌شناسانی که به بررسی رفتار نخستی‌سانان می‌پردازند فعالیت‌های شبه‌جنگی میان بسیاری از این گونه‌ها را مستندسازی کرده‌اند و معتقدند که شباهت‌های زیادی بین آن رفتارها با رفتار انسان‌ها وجود دارد. دیگران بر این باورند که با وجود آن‌که ممکن است جنگ مفهومی طبیعی به نظر برسد اما پیشرفت فناوری و ایجاد جوامع پیچیده، وسعت جنگ را در میان انسان‌های مدرن به اندازه‌ای بسیار استثنایی رسانده است.
یکی از مدارک موجود در مورد اثبات وجود درگیری میان نیاکان انسان، دودیسی جنسی است. در گونه‌هایی که رقابت بیشتری بین نرها برای تصاحب ماده‌ها وجود دارد، نرها بزرگتر و نیرومندتر از ماده‌ها هستند. انسان‌ها از دودیسی جنسی قابل توجهی برخوردارند هر چند که این مسئله قابل مقایسه با نزدیکترین خویشاوندان نخستی‌سانشان نیست. نیروی بالاتنه در آن‌ها بیشتر از نیروی پایین‌تنه است. مردان به‌طور کلی بزرگتر، سریع‌تر و تهاجمی‌تر هستند. اسکلت آن‌ها به خصوص در نواحی آسیب‌پذیر قدامی، قوی‌تر است. این واقعیت نشان می‌دهد که رقابت نرها عامل مهمی در تکامل انسان به حساب می‌آید.

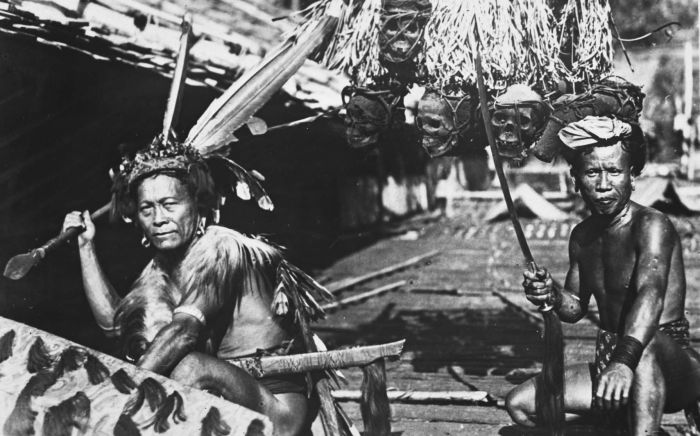
شکارچیان سر، قبیلهٔ دایاک در برونئی، در حدود ۱۹۲۷ (۱۳۰۶)

استیون پینکر در کتاب خود به نام لوح سفید این‌طور می‌نویسد که یورش یا جنگ میان گروه‌های انسانی در زمان نیاکان ما غالباً به نفع طرف‌های پیروز بوده است. این حملات باعث به‌چنگ آوردن منابع کمیاب و همچنین زنان گروه مغلوب یا مورد هجوم می‌شد. به احتمال زیاد شاخصه‌های جنگ‌های نوین نظیر اتحاد بین گروه‌ها و جنگ‌های پیش‌دستانه بخشی از درگیری‌های آن زمان را شامل می‌شده‌اند. اگر یک گروه می‌خواست از نیروی بازدارندگی قابل اطمینانی در مقابل دیگر گروه‌ها بهره ببرد لازم می‌بود که به انتقام‌جویی شهره باشد. این وضعیت باعث می‌شد که غریزه‌ای به نام انتقام در انسان‌ها توسعه یابد و در عین حال آن‌ها به فکر محافظت از شهرت (شرف) خود باشند. این حالت برای افراد به شکل انفرادی نیز صدق می‌کرد. پینکر این‌طور ادامه می‌دهد که توسعهٔ کشورها و ایجاد پلیس در جوامع بعدی تأثیر بسیار زیادی بر کاهش درجهٔ جنگ و خشونت نسبت به جوامع نخستین داشته است. هر گاه نیروی حکومتی سقوط می‌کند، که می‌تواند به صورت بسیار محلی نظیر مناطق فقیرنشین یک شهر باشد، انسان‌ها دوباره در قالب گروه‌هایی گرد هم می‌آیند تا برای محافظت و اعمال خشونت اقدام کنند. در این هنگام مفاهیمی نظیر انتقام وحشیانه و دفاع از شرف به شدت اهمیت می‌یابند.
اشلی مونتاگو به شدت مخالف مباحثی بود که جنگ را غریزی و جهان‌شمول می‌دانستند. او بر این باور بود که عوامل اجتماعی و روند اجتماعی‌شدن در دوران کودکی نقش مهمی در تعیین نوع و وجود جنگ‌ها دارند؛ بنابراین هر چند خشونت انسانی پدیده‌ای جهانی است اما جنگاوری از این قاعده مستثنی است. از دیدگاه وی جنگ، نوعی ابداع تاریخی بوده که انواع خاصی از جوامع انسانی درگیر آن بوده‌اند. پژوهش‌های مردم‌نگاری که در میان جوامعی انجام شده‌اند که مفهومی به نام خشونت بینشان وجود ندارد (نظیر چه‌وونگ در شبه‌جزیره مالایا) از این استدلال حمایت می‌کنند. از سوی دیگر پژوهشگرانی نظیر کروفوت و رانگهام معتقدند که اگر جنگ را به معنای تعاملات گروهی شامل «ائتلاف‌هایی جهت تسلط خشونت‌آمیز یا قتل اعضای دیگر گروه‌ها» بدانیم بسیاری از جوامع انسانی را شامل می‌شود. جوامعی که در میان آن‌ها «گرایش به تحت سیطرهٔ سیاسی قرار گرفتن توسط همسایگان» وجود نداشته است.

### اقتصاد

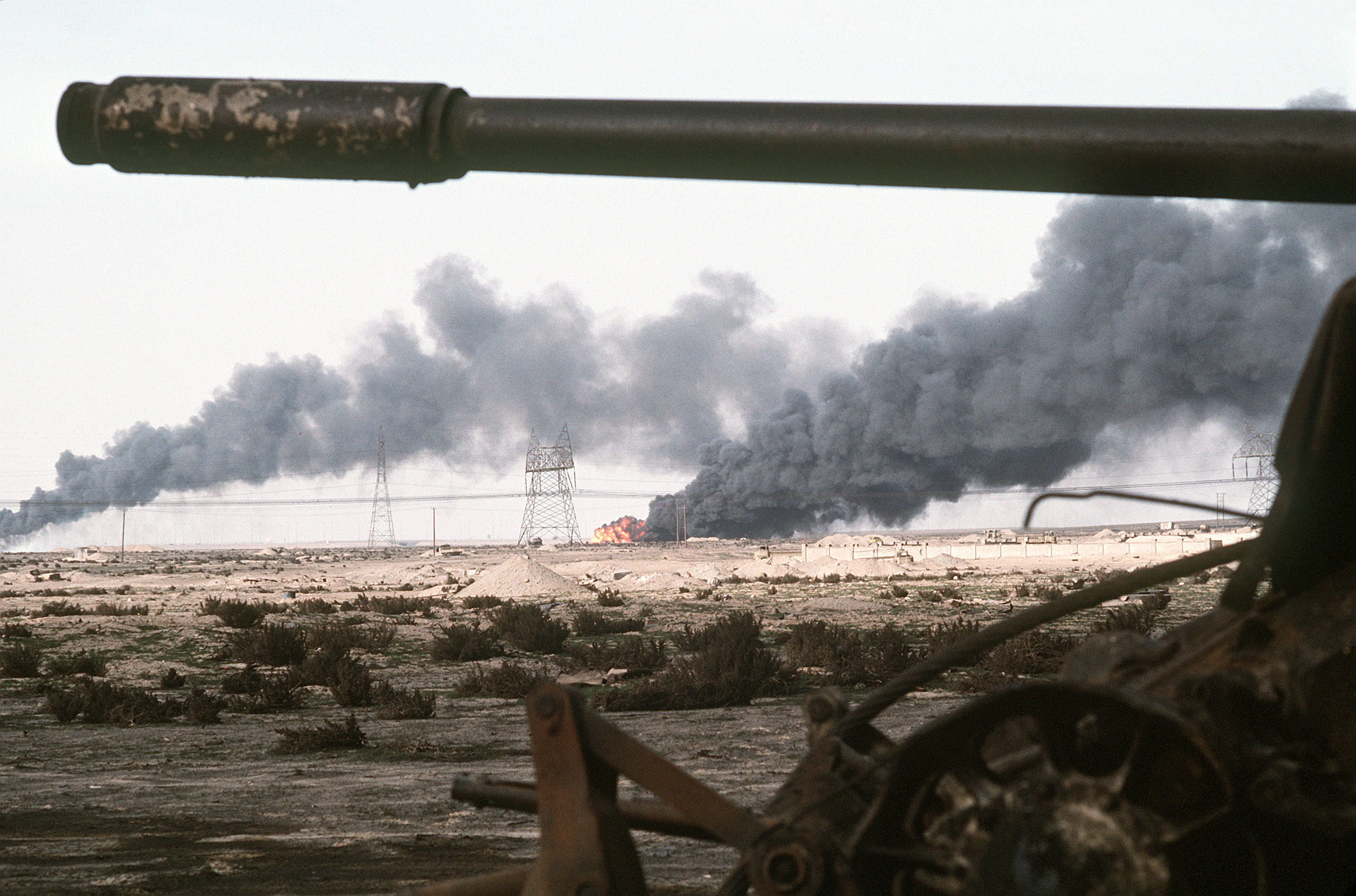
چاه‌های نفت کویت در حال سوختن در جریان جنگ خلیج فارس، اول مارس ۱۹۹۱ (۱۰ اسفند ۱۳۶۹)

جنگ را می‌توان به مثابهٔ رشد رقابت اقتصادی در سطح یک نظام رقابتی بین‌المللی دانست. در این دیدگاه، جنگ‌ها زمانی شروع می‌شود که بازارها به دنبال منابع طبیعی و ثروت بیشتر می‌روند. در حالی که این نظریه در مورد بسیاری از جنگ‌ها مصداق دارد چنین مفاهیم مخالفی توجیه کمتری پیدا می‌کنند: تحرک بالا و روبه‌افزایش سرمایه و اطلاعات، توزیع ثروت در دنیا را تراز می‌کند یا اگر فرض کنیم که این مسئله نسبی است و مطلق نیست لذا تفاوت‌های رفاهی است که آتش جنگ‌ها را برمی‌انگیزد. در منتهی‌الیه راستِ سیاسی کسانی هستند که مدافع نظریهٔ اقتصادی جنگ هستند. برای مثال فاشیست‌ها به یک ملت نیرومند حق می‌دهند که هر چیزی را که یک ملت ضعیف قادر به نگه‌داری از آن با استفاده از زور نیست به تملک درآورد. برخی از میانه‌روها، کاپیتالیست‌ها، رهبران جهان و برخی از رؤسای جمهور و ژنرال‌های ایالات متحده نیز گفته‌هایی دارند که نشان می‌دهد آن‌ها از طرفداران نظریه ذات اقتصادی جنگ بوده‌اند.
آیا در این‌جا هیچ مرد، زن یا کودکی هست که نداند ریشهٔ تمام جنگ‌های نوین رقابت اقتصادی و تجاری است؟— وودرو ویلسون، ۱۱ سپتامبر ۱۹۱۹ (۱۹ شهریور ۱۲۹۸)، در سنت لوییس.
من ۳۳ سال و چهار ماه از عمر خود را در خدمت نظامی فعال بودم و در طول این زمان بیشتر وقت خود را در قالب یک کارگر با کلاس برای مؤسسات تجاری بزرگ، وال استریت و بانکداران گذراندم. من اخاذ و گانگستر کاپیتالیسم بودم.— سرلشکر اسمدلی باتلر (دارای بالاترین درجه و پرافتخارترین تفنگدار دریایی ایالات متحده (با داشتن دو مدال افتخار) در یک زمان و نامزد اصلی جمهوریخواهان آمریکا برای نمایندگی در مجلس سنای این کشور) ۱۹۳۵ (۱۳۱۴).
برای مدیران شرکت‌های عظیم، گزینهٔ نظامی مترادف با علاقه‌شان به یک جریان سود ثابت و منطقی است؛ به آن‌ها اجازه می‌دهد تا ریسک خود را با ثروت عمومی از بین ببرند؛ به آن‌ها اجازه می‌دهد که منطقاً انتظار داشته باشند که می‌توانند از سرمایهٔ عمومی هر گاه که خواستند برای انجام پِژوهش‌های پرخطری که در نهایت به سود آن‌ها است استفاده کنند. به‌طور خلاصه، گزینهٔ نظامی صورتک کاپیتالیسم یارانه‌ای است که از طریق آن می‌توانند کسب سود کنند و قدرتشان را استوار سازند.— چارلز رایت میلز، علل جنگ جهانی سوم، ۱۹۶۰ (۱۳۳۹)
در شوراهای دولت باید در مقابل استفاده از نفوذ بی‌توجیه به صورت پیش‌بینی‌شده یا نشده توسط مجتمع‌های نظامی صنعتی بایستیم. پتانسیل رشد خطرناک قدرتِ نابجا وجود دارد و خواهد داشت.— دوایت آیزنهاور، خطابهٔ پایان دوره ریاست جمهوری، ۱۷ ژانویه ۱۹۶۱ (۲۷ دی ۱۳۳۹)

### مارکسیسم
تئوری مارکسیست‌ها در مورد جنگ، شبه‌اقتصادی است به این معنا که آن‌ها می‌گویند تمام جنگ‌های نوین به خاطر رقابت بر سر بازارها و منابع بین قدرهای بزرگ (امپریالیستی) است. آن‌ها مدعی هستند که جنگ محصول مستقیم بازار آزاد و نظام طبقه‌بندی اجتماعی است. بخشی از این نظریه می‌گوید که جنگ تنها زمانی محو می‌شود که یک انقلاب جهانی بازارهای آزاد و طبقه‌بندی اجتماعی را حذف کند. روزا لوکزامبورگ فیلسوف مارکسیست نظریه‌ای دارد که طبق آن امپریالیسم را محصول کشورهای کاپیتالیستی می‌دانست که به دنبال بازارهای جدید هستند. گسترش ابزارهای تولید زمانی ممکن است که در مقابل شاهد رشد در تقاضای مشتری باشیم. از آن‌جا که کارگران در اقتصاد کاپیتالیستی نمی‌توانند این تقاضا را تأمین کنند، تولیدکنندگان باید به جستجوی مصرف‌کننده برای کالاهای خود در بازارهای غیرکاپیتالیستی بروند و در عین حال امپریالیسم را به پیش خواهند برد.

### جمعیت‌شناسی
نظریه‌های جمعیت‌شناسی به دو گروه تقسیم می‌شوند: نظریه‌های مالتوسی و نظریه‌های تورم جوانی جمعیت

#### نظریه‌های مالتوسی

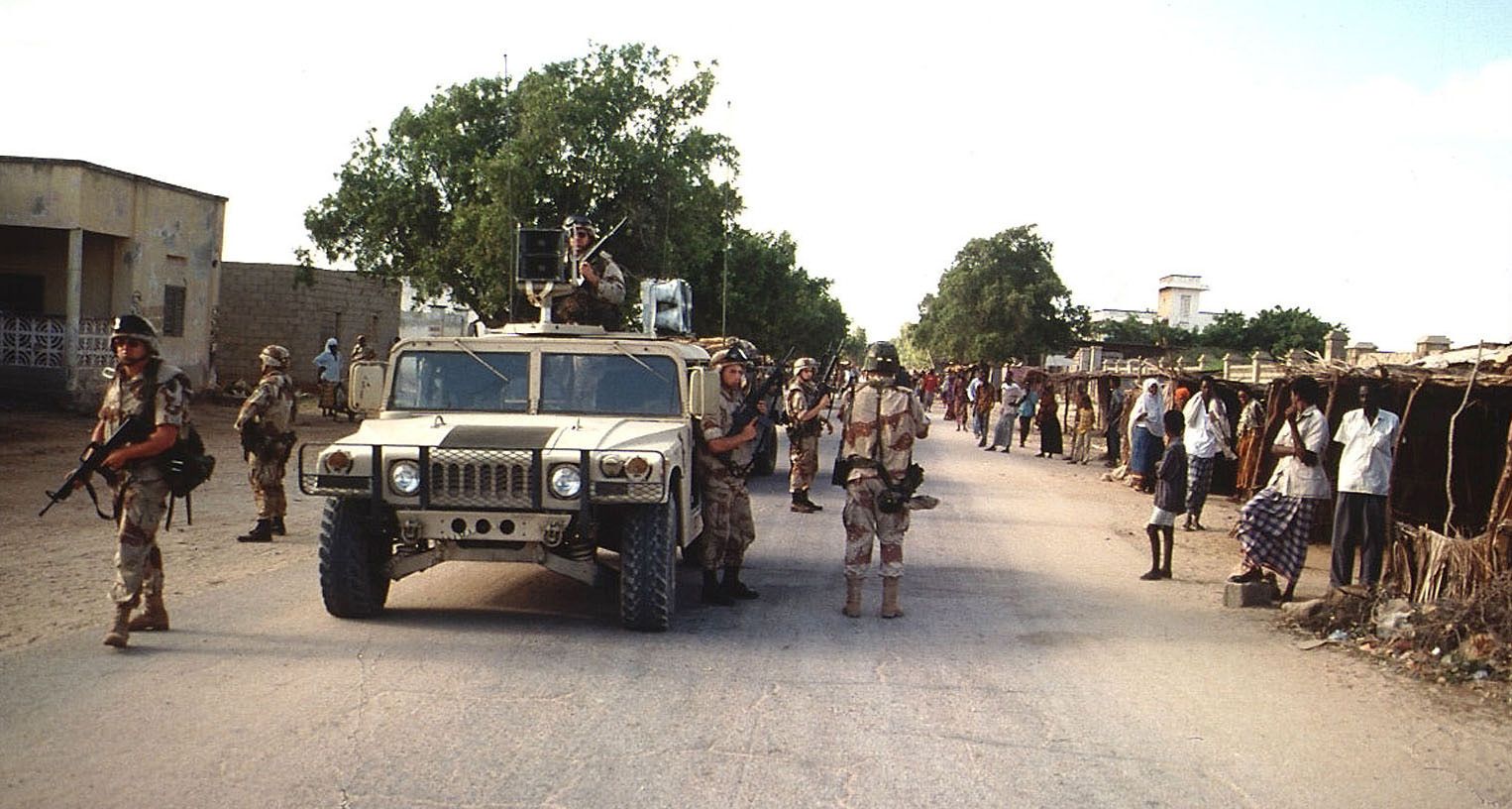
سربازان ارتش آمریکا در سومالی، سال ۱۹۹۳ (۱۳۷۲)

نظریه‌های مالتوسی جمعیت رو به گسترش و منابع کمیاب را به عنوان یکی از دلایل آغاز درگیری‌های خشونت‌آمیز معرفی می‌کنند.
پاپ اوربان دوم در سخنرانی خود در سال ۱۰۹۵ (۴۷۴) و در سرآغاز جنگ صلیبی اول این چنین گفت:
از آن رو که این سرزمینی که در آن سکنیٰ گزیده‌اید، از همه سو با دریاها و قلل مرتفع احاطه شده، برای جمعیت زیاد شما بسیار محدود است؛ کشتزارهای این سرزمین به سختی یارای برداشت کشاورزان را دارد. از این روست که یکدیگر را می‌کشید و می‌درید، جنگ‌ها می‌افروزید و بسیاری در میان شما در کشاکش‌های شهری هلاک می‌شوند. بگذارید نفرت از میان شما رخت بربندد؛ بگذارید دعواهایتان تمام شوند. قدم در جاده‌ای که به کلیسای مقبره مقدس می‌رود بگذارید؛ آن سرزمین را از نژاد پلید پاک سازید و آن را به نام خود کنید.
این نمونه‌ای از قدیمی‌ترین عباراتی است که می‌توان به عنوان شاهد برای نظریهٔ مالتوسی جنگ بدان اشاره کرد. توماس مالتوس (۱۸۳۶-۱۷۶۶) (۱۲۱۳–۱۱۴۴) نوشت که جمعیت‌ها همیشه رو به تزاید هستند تا زمانی که توسط جنگ، بیماری و قحطی محدود شوند.
مالتوسی‌ها بر این باورند که کم شدن جنگ‌ها در پنجاه سال اخیر به خصوص در دنیای توسعه‌یافته که پیشرفت‌های کشاورزی باعث شده جمعیت بیشتری نسبت به قبل تغذیه شوند و همچنین سیاست‌های کنترل جمعیت به‌شدت بر موج افزایش جمعیت مهار زده‌اند دلیلی است برای اثبات این نظریه.

#### نظریه‌های تورم جوانی جمعیت

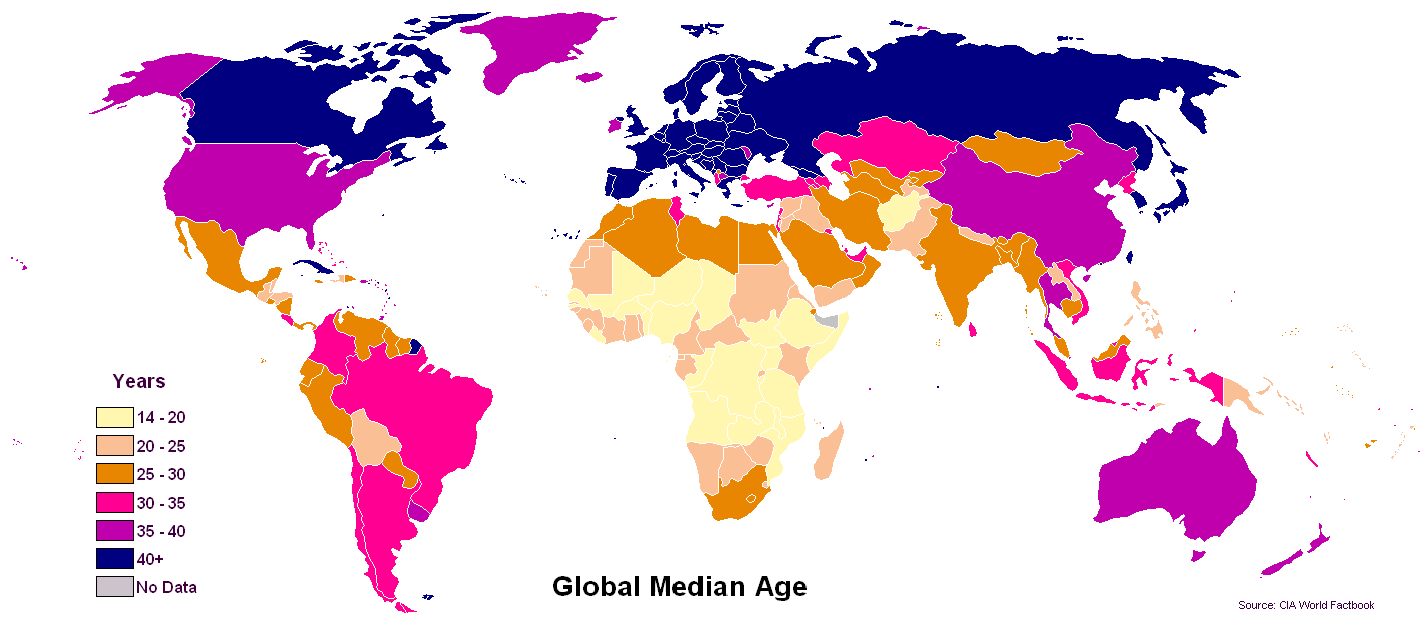
میانگین جمعیت بر اساس کشورها. پدیدهٔ تورم جوانی جمعیت در آفریقا و همچنین به میزان کمتری در جنوب و جنوب شرقی آسیا و آمریکای مرکزی مشهود است.

نظریه‌های تورم جوانی جمعیت به شدت با نظریهٔ مالتوسی متفاوت است. معتقدان به این نظریه، زیاد شدن جمعیت مردان جوان (که نمود آن در هرم جمعیتی به صورت افزایش خط مربوط به سنین جوانی است) و نبود شغل‌های منظم و مسالمت‌آمیز را دلایل اصلی برای افزایش امکان بروز خشونت می‌دانند.
تمرکز نظریه‌های مالتوسی روی ناهمخوانی افزایش جمعیت با منابع طبیعی استوار است اما نظریه تورم جوانی جمعیت بر روی جمعیت مردان جوان «اضافه» و کمبود موقعیت‌های شغلی در یک نظام اجتماعی تقسیم کار متمرکز است.
نظریه‌پردازان نظریهٔ تورم جوانی جمعیت شامل این افراد هستند: گاستون بوتول، جامعه‌شناس فرانسوی؛ جک گلداستون، جامعه‌شناس آمریکایی؛ گری فولر، دانشمند آمریکایی در علوم سیاسی و گونار هنسون، جامعه‌شناس آلمانی. ساموئل هانتینگتون نظریهٔ برخورد تمدن‌های خود را بر اساس نظریهٔ تورم جوانی جمعیت بنا کرده است:
من فکر نمی‌کنم که اسلام خشن‌تر از سایر ادیان باشد و شک دارم کسی بتواند آن را ثابت کند. در طول سده‌های گذشته مسیحیان خیلی بیشتر از مسلمانان آدم کشته‌اند. اما مسئلهٔ مهم، فاکتور جمعیت‌شناسی است. به‌طور کلی معمولاً کسانی که از خانه بیرون می‌روند و آدم‌های دیگر را می‌کشند مردان جوانی هستند که بین سنین ۱۶ تا ۳۰ سال قرار دارند. در طول دهه‌های ۶۰، ۷۰ و ۸۰ میلادی جمعیت کشورهای مسلمان شاهد رشد زیادی بود و همین مسئله باعث افزایش تورم جوانی جمعیت به‌طور فزاینده شد. اما این تورم محو خواهد شد. میزان تولد مسلمانان رو به کاهش است. در واقع در برخی کشورهای اسلامی میزان تولد به شدت کاهش یافته است. هر چند اسلام به زور شمشیر گسترش یافت اما بشخصه فکر نمی‌کنم که در دین اسلام خشونت ذاتی وجود داشته باشد.
نظریه‌های تورم جوانی جمعیت اخیراً توسعهٔ بیشتری یافته‌اند اما به نظر می‌رسد که این نظریه‌ها تأثیر بیشتری بر سیاست خارجی و راهبرد نظامی ایالات متحده گذاشته است زیرا هم گلداستون و هم فولر در مقام مشاوران دولت آمریکا مشغول بوده‌اند. بازرس کل سی آی ای به نام جان هلگرسون در گزارش سال ۲۰۰۲ به نام «اثرات تغییرات جمعیت‌شناسی بر امنیت ملی» به نظریهٔ تورم جوانی جمعیت اشاره کرد.

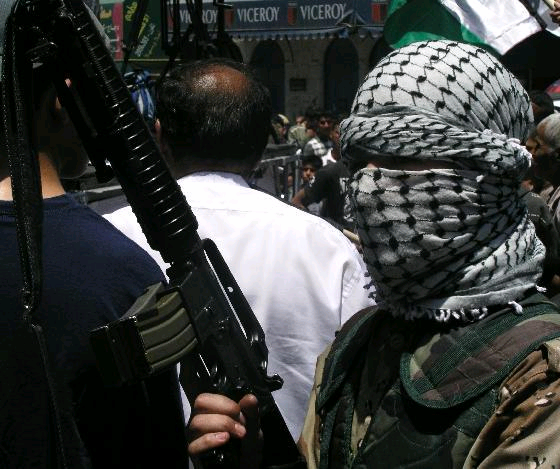
یک مبارز فلسطینی به همراه اسلحه‌اش، سال ۲۰۰۹ (۱۳۸۸)

به باور هنسون که به‌طور جامع به گسترش این نظریه پرداخته است، تورم جوانی جمعیت زمانی رخ می‌دهد که ۳۰ تا ۴۰ درصد مردان یک ملت در «سن نزاع» یعنی بین ۱۵ تا ۲۹ سال قرار داشته باشند. این وضعیت پس از دوره‌ای رخ می‌دهد که میزان کلی باروری بیش از ۴ تا ۸ فرزند به ازای هر زن و با تأخیر ۲۹–۱۵ سال باشد.
اگر میزان کلی باروری به اندازه ۲/۱ فرزند در طول حیات یک زن باشد به این معنا است که پسر جای پدر را می‌گیرد و دختر جای مادرش را که نشان‌دهندهٔ نسبت کم مرگ و میر به دلیل مرض و تصادف است؛ بنابراین میزان کلی باروری به اندازه ۲/۱ نشان‌دهندهٔ سطح جانشینی است و هر مقداری کمتر از آن نشان‌دهندهٔ میزان باروی کم‌جانشین است که به کاهش جمعیت منجر می‌شود.
میزان باروری بیشتر از ۲/۱ باعث رشد جمعیت و تورم جوانی جمعیت می‌شود. میزان باروری ۸–۴ به ازای هر زن به معنای وجود ۴–۲ پسر به ازای هر مادر است. در نتیجه هر پدر باید به جای ترک یک شغل، ۲ تا ۴ موقعیت اجتماعی (شغل) را ترک کند یا برای پسرانش به وجود آورد که معمولاً دور از ذهن است. از آن جا که رشد فرصت‌های شغلی محترمانه به اندازهٔ سرعت افزایش غذا، کتاب‌های درسی و واکسن نیست لذا بسیاری از «مردان جوان خشمگین» در موقعیتی قرار می‌گیرند که خشم بلوغ آن‌ها رو به افزایش می‌رود. آن‌ها:
1. از لحاظ جمعیت‌شناسی اضافه هستند،
2. احتمالاً بی‌کار هستند یا در شغل‌های پست کار می‌کنند و
3. غالباً دسترسی قانونی به زندگی جنسی ندارند زیرا توانایی مالی لازم برای اداره یک خانواده را ندارند.

بنابر نظر هنسون مجموع این فاکتورهای استرس‌زا باعث بروز یکی از این شش خروجی می‌شوند:
1. مهاجرت («اسکان بدون خشونت»)
2. ارتکاب جرم‌های خشن
3. شورش یا کودتا
4. جنگ داخلی و/یا انقلاب

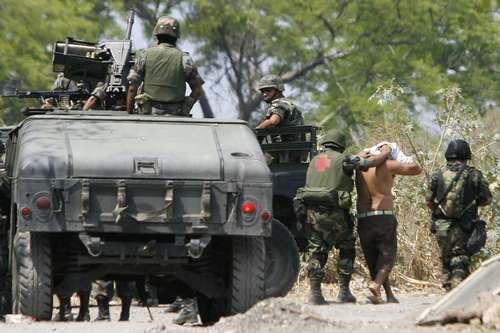
دستگیری مظنونان یک کارتل مواد مخدر توسط سربازان مکزیکی، سال ۲۰۰۷ (۱۳۸۶)

5. نسل‌کشی (برای به‌دست آوردن موقعیت‌های کسانی که کشته می‌شوند)
6. اشغال (اسکان خشن که غالباً باعث کشتار خارج از کشور می‌شود)

از ادیان و ایدئولوژی‌ها به عنوان فاکتورهای ثانویه‌ای که به منظور مشروع ساختن خشونت استفاده می‌شوند یاد شده است اما این عوامل تا زمانی که تورم جوانی جمعیت رخ نداده باشد خطری ایجاد نمی‌کنند. در نتیجه نظریه‌پردازان تورم جوانی جمعیت، استعمار و امپریالیسم اروپای «مسیحی» در سده‌های گذشته و تروریسم و ناآرامی‌های اجتماعی در کشورهای اسلامی را نتیجهٔ نرخ رشد جمعیت بالا می‌دانند.
در میان رخدادهای تاریخی مهمی که پیوند قوی با تورم جوانی جمعیت دارند می‌توان به نقش جوانان در موج شورش‌ها و انقلاب‌های اروپای نوین اشاره کرد. انقلاب فرانسه در سال ۱۷۸۹ (۱۱۶۸) و تأثیر رکود اقتصادی که بر بزرگ‌ترین بدنهٔ جوانان آلمانی زده شد و منجر به گرایش به نازیسم در دهه ۱۹۳۰ گردید از نمونه‌های بارز تاریخی به‌شمار می‌روند. نسل‌کشی رواندا در سال ۱۹۹۴ (۱۳۷۳) نیز به عنوان یکی از پس‌آمدهای تورم جوانی جمعیت تلقی می‌شود.
با این که تأثیرات رشد جمعیت با تکمیل یادداشت مطالعهٔ امنیت ملی ۲۰۰ آمریکا در سال ۱۹۷۴ (۱۳۵۳) بر همگان آشکار شد اما بعد از آن هم ایالات متحده و سازمان جهانی بهداشت سیاست‌های لازم برای کنترل رشد جمعیت به منظور جلوگیری از انجام حملات تروریستی را به کار نگرفته‌اند. جمعیت‌شناس برجسته به نام استفان مامفورد دلیل آن را نفوذ کلیسای کاتولیک می‌داند.
نظریه جمعیت جوان توسط سازمان‌های مختلف نظیر بانک جهانی، سازمان بین‌المللی عمل برای جمعیت و مؤسسهٔ جمعیت و توسعه برلین مورد مطالعه و تحلیل قرار گرفته است. داده‌های جمعیت‌شناسی دقیقی از بسیاری از کشورها تهیه شده و در پایگاه دادهٔ اداره آمار آمریکا نگه‌داری می‌ّشود. داده‌های آماری دربارهٔ توسعهٔ تاریخی پارامترهای جمعیت‌شناسی و اقتصادی در طول ۲۰۰ سال گذشته مربوط به هر کشور را می‌توان در وبگاه گپ‌مایندر یافت.
از نظریه‌های تورم جوانی جمعیت به این دلیل که منجر به «تبعیض» نژادی، جنسی و سنی می‌شوند انتقاد شده است.

### علوم سیاسی
اولین تحلیل آماری جنگ توسط لوئیس فرای ریچاردسون پس از جنگ جهانی اول انجام شد. همچنین بانک‌های اطلاعاتی جدیدتری توسط دانشگاه میشیگان، پیتر برک و Uppsala Conflict Data Program گردآوری شده است.
بخش‌های زیر دلایل جنگ را در سه سطح سیستمی، اجتماعی و فردی تحلیل می‌کند. این تقسیم‌بندی نخستین بار توسط کنت والتز در کتاب انسان، کشور و جنگ (۱۹۵۹) صورت گرفت و پس از آن نیز دانشمندان علوم سیاسی بارها از آن استفاده کرده‌اند.

#### نظریه‌های سطح سیستم
مکاتب زیاد و متنوعی در مورد نظریه روابط بین‌الملل وجود دارد. طرفداران واقع‌گرایی در روابط بین‌الملل بر این باورند که انگیزه دولت-ملت‌ها تحقق امنیت است؛ بنابراین درگیری‌ها ممکن است در نتیجهٔ عدم تشخیص پدافند از آفند که به آن معمای امنیت گفته می‌شود رخ دهد.
در میان اردوگاه‌های واقع‌گرایان و غیرواقع‌گرایان دو نظریه وجود دارد:
1. نظریهٔ موازنه قدرت: هدف کشورها بر این امر استوار است که از فرادست (هژمون) شدن یک کشور جلوگیری کنند. جنگ زمانی رخ می‌دهد که کشور مورد اشاره از قدرت‌گیری بیشتر دست برندارد. طبق این دیدگاه، نظام بین‌المللی که توزیع قدرت در آن موازنهٔ بیشتری داشته باشد باثبات‌تر است و «حرکت به سوی تک‌قطبی شدن باعث بی‌ثباتی می‌شود».[۱۵]: ۱۴۷  با این حال مدارک نشان می‌دهد که در واقع قطبیت قدرت، فاکتور مهمی در بروز جنگ نیست.[۱۵]: ۱۴۷–۱۴۸
2. نظریهٔ انتقال قدرت: کشورهای فرادست شرایط حاکم بر جهان را کنترل می‌کنند و نظم باثباتی را بر جهان اعمال می‌نمایند. اما این قدرت‌ها سرانجام رو به زوال می‌روند و در این هنگام جنگ‌هایی رخ می‌دهد که که یا برای مقابله با چالش قدرت‌های نوظهور است یا به‌منظور تفوق پیش‌دستانه بر آن‌هاست.[۱۵]: ۱۴۸  بنابراین نظریه برخلاف نظریهٔ موازنهٔ قدرت، احتمال بروز جنگ هنگامی که قدرت به شکل برابر توزیع شده باشد بیشتر است. مدارک تجربی‌ای وجود دارند که از این فرضیهٔ «برتری قدرت» حمایت می‌کنند.[۱۵]: ۱۴۸

هر چند به نظر می‌رسد که این دو نظریه همدیگر را نقض می‌کنند اما بنابر نوع سیستم ممکن است هر دو درست باشند. برای مثال نظریهٔ موازنهٔ قدرت توجیه بهتری برای تاریخ اروپا است در حالی که نظریهٔ انتقال قدرت جهان برای نشان دادن جهان بهتر به نظر می‌رسد.: ۱۴۸ 
لیبرال‌ها در روابط بین‌الملل عوامل دیگری همچون تجارت را برای جنگ مطرح می‌کنند لذا فرض بر این است که اگر دو کشور رابطهٔ بازرگانی پرسودی با هم داشته باشند بروز جنگ به زیان هر دو خواهد بود. واقع‌گرایان پاسخ می‌دهند که نیروی نظامی ممکن است گاهی به اندازه بازرگانی برای رسیدن به مقاصد اقتصادی مؤثر باشد به خصوص از دیدگاه تاریخی.: ۱۴۹  همچنین بازرگانی می‌تواند وابستگی و در ادامه اجبار و تحمیل ایجاد کند که در نهایت ممکن است منجر به درگیری شود.: ۱۵۰  بررسی داده‌های تجربی در مورد نسبت بین بازرگانی و وضعیت صلح نتیجهٔ واضحی در برندارد به خصوص آنکه برخی مدارک نشان می‌دهند که روابط تجاری کشورهایی که با هم در جنگ هستند الزاماً از روابط تجاری با دیگر کشورها کمتر نیست.: ۱۵۰ 

#### نظریه سطح اجتماعی
- نظریهٔ انحراف اذهان که به آن «فرضیهٔ قربانی» نیز گفته می‌شود می‌گوید ممکن است سیاستمداران برای انحراف اذهان عمومی یا ایجاد حمایت مردمی، از جنگ استفاده کنند.[۱۵]: ۱۵۲  معمولاً در ادبیات شاهد این نظریه هستیم به این شکل که خشونت خارج از یک گروه باعث افزایش پیوندهای درون آن گروه می‌شود.[۱۵]: ۱۵۲–۱۵۳  با این حال تا به حال مطالعاتی که نشان دهند استفاده از زور فزاینده برای افزایش حمایت مردمی مؤثر هستند نتایج قطعی نداشته‌اند[۱۵]: ۱۵۲–۱۵۳  ولی نظرسنجی‌هایی که در هنگامهٔ جنگ‌ها برای تخمین محبوبیت چند تن از رؤسای جمهور آمریکا در دهه‌های اخیر انجام گرفته‌اند نظریهٔ انحراف اذهان را اثبات می‌کنند.[۱۶]
- نظریهٔ صلح دموکراتیک می‌گوید که امکان تخاصم بین دول دموکرات کم است.

#### نظریه‌های سطح فردی
این نظریه‌ها بیان می‌دارند که تفاوت در شخصیت، تصمیم‌گیری، احساسات، نظام باورها و تعصبات افراد در اتخاذ تصمیم برای شروع درگیری مهم هستند.: ۱۵۷  برای مثال ادعا شده است که درگیری با عقلانیت محدود: ۱۵۷  و تعصبات شناختی متنوع مثل نظریه چشم‌انداز اتفاق می‌افتد.
عوامل دیگر می‌توانند اخلاقی، تفاوت‌های دینی یا اعلام استقلال یک گروه خاص باشند.